# Séries éliminatoires de la Coupe Stanley 2021
Année précédente Année suivante
Les séries éliminatoires de la Coupe Stanley 2021 sont la partie finale de la saison de hockey sur glace de la Ligue nationale de hockey et font suite à la saison régulière 2020-2021.

## Contexte des séries
La saison régulière a vu son déroulement changer en raison de la pandémie de Covid-19 : les équipes sont réparties en quatre nouvelles divisions et ne rencontrent que les équipes de leur division, à huit reprises pour les division Est, Centrale et Ouest, à neuf ou dix reprises pour la division Nord. À l'issue de 56 matches, les quatre premières équipes de chaque division sont qualifiées pour les séries éliminatoires où toutes les séries se jouent en sept matchs : l'équipe la mieux classée rencontre la quatrième alors que la deuxième et la troisième s'affrontent. Les deux vainqueurs se rencontrent ensuite pour désigner le gagnant de chaque division. Contrairement aux saisons précédentes, la saison régulière n'est pas organisée en associations de l'Est et de l'Ouest. En conséquence, les vainqueurs de chaque division se rencontrent en demi-finale de la Coupe Stanley en fonction du nombre de points marqués en saison régulière : l'équipe ayant marqué le plus de points est confrontée à celle en ayant accumulé le moins, les deux autres jouant la deuxième demi-finale. Concrètement, cela donne donc :
1. Las Vegas — 82 points
2. Tampa Bay — 75 points
3. New York — 71 points
4. Montréal — 59 points

## Tableau récapitulatif
|  | 1er tour          | 1er tour    | 1er tour  |   |            | 2e tour  | 2e tour | 2e tour |  |   | Demi-finales | Demi-finales | Demi-finales |  |   | Finale   | Finale | Finale |
|  |                   |             |           |   |            |          |         |         |  |   |              |              |              |  |   |          |        |        |
|  | C1                | Caroline    | 4         |   |            |          |         |         |  |   |              |              |              |  |   |          |        |        |
|  | C4                | Nashville   | 2         |   |            |          |         |         |  |   |              |              |              |  |   |          |        |        |
|  | C4                | Nashville   | 2         |   | C1         | Caroline | 1       |         |  |   |              |              |              |  |   |          |        |        |
|  | Division Centrale |             |           |   | C1         | Caroline | 1       |         |  |   |              |              |              |  |   |          |        |        |
|  |                   | C3          | Tampa Bay | 4 |            |          |         |         |  |   |              |              |              |  |   |          |        |        |
|  | C2                | C3          | Tampa Bay | 4 | Floride    | 2        |         |         |  |   |              |              |              |  |   |          |        |        |
|  | C2                |             |           |   | Floride    | 2        |         |         |  |   |              |              |              |  |   |          |        |        |
|  | C3                | Tampa Bay   | 4         |   |            |          |         |         |  |   |              |              |              |  |   |          |        |        |
|  | C3                | Tampa Bay   | 4         |   |            |          |         |         |  | 1 | Las Vegas    | 2            |              |  |   |          |        |        |
|  |                   |             |           |   |            |          |         |         |  | 1 | Las Vegas    | 2            |              |  |   |          |        |        |
|  |                   | 4           | Montréal  | 4 |            |          |         |         |  |   |              |              |              |  |   |          |        |        |
|  | E1                | 4           | Montréal  | 4 | Pittsburgh | 2        |         |         |  |   |              |              |              |  |   |          |        |        |
|  | E1                |             |           |   | Pittsburgh | 2        |         |         |  |   |              |              |              |  |   |          |        |        |
|  | E4                | New York    | 4         |   |            |          |         |         |  |   |              |              |              |  |   |          |        |        |
|  | E4                | New York    | 4         |   | E4         | New York | 4       |         |  |   |              |              |              |  |   |          |        |        |
|  | Division Est      |             |           |   | E4         | New York | 4       |         |  |   |              |              |              |  |   |          |        |        |
|  |                   | E3          | Boston    | 2 |            |          |         |         |  |   |              |              |              |  |   |          |        |        |
|  | E2                | E3          | Boston    | 2 | Washington | 1        |         |         |  |   |              |              |              |  |   |          |        |        |
|  | E2                |             |           |   | Washington | 1        |         |         |  |   |              |              |              |  |   |          |        |        |
|  | E3                | Boston      | 4         |   |            |          |         |         |  |   |              |              |              |  |   |          |        |        |
|  | E3                | Boston      | 4         |   |            |          |         |         |  |   |              |              |              |  | 4 | Montréal | 1      |        |
|  |                   |             |           |   |            |          |         |         |  |   |              |              |              |  | 4 | Montréal | 1      |        |
|  |                   | 2           | Tampa Bay | 4 |            |          |         |         |  |   |              |              |              |  |   |          |        |        |
|  | N1                | 2           | Tampa Bay | 4 | Toronto    | 3        |         |         |  |   |              |              |              |  |   |          |        |        |
|  | N1                |             |           |   | Toronto    | 3        |         |         |  |   |              |              |              |  |   |          |        |        |
|  | N4                | Montréal    | 4         |   |            |          |         |         |  |   |              |              |              |  |   |          |        |        |
|  | N4                | Montréal    | 4         |   | N4         | Montréal | 4       |         |  |   |              |              |              |  |   |          |        |        |
|  | Division Nord     |             |           |   | N4         | Montréal | 4       |         |  |   |              |              |              |  |   |          |        |        |
|  |                   | N3          | Winnipeg  | 0 |            |          |         |         |  |   |              |              |              |  |   |          |        |        |
|  | N2                | N3          | Winnipeg  | 0 | Edmonton   | 0        |         |         |  |   |              |              |              |  |   |          |        |        |
|  | N2                |             |           |   | Edmonton   | 0        |         |         |  |   |              |              |              |  |   |          |        |        |
|  | N3                | Winnipeg    | 4         |   |            |          |         |         |  |   |              |              |              |  |   |          |        |        |
|  | N3                | Winnipeg    | 4         |   |            |          |         |         |  | 2 | Tampa Bay    | 4            |              |  |   |          |        |        |
|  |                   |             |           |   |            |          |         |         |  | 2 | Tampa Bay    | 4            |              |  |   |          |        |        |
|  |                   | 3           | New York  | 3 |            |          |         |         |  |   |              |              |              |  |   |          |        |        |
|  | O1                | 3           | New York  | 3 | Colorado   | 4        |         |         |  |   |              |              |              |  |   |          |        |        |
|  | O1                |             |           |   | Colorado   | 4        |         |         |  |   |              |              |              |  |   |          |        |        |
|  | O4                | Saint-Louis | 0         |   |            |          |         |         |  |   |              |              |              |  |   |          |        |        |
|  | O4                | Saint-Louis | 0         |   | O1         | Colorado | 2       |         |  |   |              |              |              |  |   |          |        |        |
|  | Division Ouest    |             |           |   | O1         | Colorado | 2       |         |  |   |              |              |              |  |   |          |        |        |
|  |                   | O2          | Las Vegas | 4 |            |          |         |         |  |   |              |              |              |  |   |          |        |        |
|  | O2                | O2          | Las Vegas | 4 | Las Vegas  | 4        |         |         |  |   |              |              |              |  |   |          |        |        |
|  | O2                |             |           |   | Las Vegas  | 4        |         |         |  |   |              |              |              |  |   |          |        |        |
|  | O3                | Minnesota   | 3         |   |            |          |         |         |  |   |              |              |              |  |   |          |        |        |

## Détails des rencontres

### Premier tour

#### Division Centrale

##### Caroline contre Nashville
L'équipe des Hurricanes de la Caroline finit la saison régulière à la première place de la division Centrale ; avec 80 points, c'est le troisième meilleur total de la ligue, derrière les 82 points récoltés par l'Avalanche du Colorado et les Golden Knights de Vegas. Au cours de la saison régulière, les joueurs de la Caroline ont remporté les six premiers matchs joués contre les Predators de Nashville, quatrième équipe de la division Centrale. Alors que les deux équipes ne se sont jamais rencontrées au cours des séries de la Coupe Stanley, les joueurs de Nashville restent sur des victoires lors des deux dernières rencontres contre les Hurricanes.
| 17 mai 2021 | Caroline | 5-2 (1-1, 1-1, 3-0) | Nashville | PNC Arena 12 000 spectateurs |

| Feuille de match | Feuille de match | Feuille de match            | Feuille de match                                                                | Feuille de match                                                        |
| ---------------- | --- | --------------------------- | ------------------------------------------------------------------------------- | ----------------------------------------------------------------------- |
|                  | Teräväinen (Pesce, Lorentz) — 13 min 41 s Staal (Pesce) — 24 min 19 s Niederreiter (Nečas, Trocheck) — 42 min 26 s Staal — 48 min Svetchnikov — 58 min 13 s (CV) | 0-1 1-1 2-1 2-2 3-2 4-2 5-2 | Forsberg (Johansen, Ellis) — 12 min 14 s Haula (Duchene, Carrier) — 28 min 41 s | Arbitrage : Garrett Rank, Kelly Sutherland Libor Suchanek, Ryan Gibbons |
| Nedeljkovic      | Gardiens | Saros                       |                                                                                 | Arbitrage : Garrett Rank, Kelly Sutherland Libor Suchanek, Ryan Gibbons |
| 10 min           | Pénalités | 14 min                      |                                                                                 | Arbitrage : Garrett Rank, Kelly Sutherland Libor Suchanek, Ryan Gibbons |
| 38               | Tirs | 24                          |                                                                                 | Arbitrage : Garrett Rank, Kelly Sutherland Libor Suchanek, Ryan Gibbons |

| 19 mai 2021 | Caroline | 3-0 (1-0, 0-0, 2-0) | Nashville | PNC Arena 12 000 spectateurs |

| Feuille de match | Feuille de match                                                                                        | Feuille de match | Feuille de match | Feuille de match                                              |
| ---------------- | --- | ---------------- | ---------------- | ------------------------------------------------------------- |
|                  | Aho (Svetchnikov, Hamilton) — 8 min 3 s (SN) Aho (Pesce) — 59 min 7 s (CV) Foegele (Fast) — 59 min 32 s | 1-0 2-0 3-0      |                  | Arbitrage : Chris Lee, Jean Hebert Michel Cormier, Ryan Daisy |
| Nedeljkovic      | Gardiens                                                                                                | Saros            |                  | Arbitrage : Chris Lee, Jean Hebert Michel Cormier, Ryan Daisy |
| 18 min           | Pénalités                                                                                               | 10 min           |                  | Arbitrage : Chris Lee, Jean Hebert Michel Cormier, Ryan Daisy |
| 31               | Tirs | 32               |                  | Arbitrage : Chris Lee, Jean Hebert Michel Cormier, Ryan Daisy |

| 21 mai 2021 | Nashville | 5-4 (2 pr) (2-1, 1-2, 1-1, 0-0, 1-0) | Caroline | Bridgestone Arena 12 135 spectateurs |

| Feuille de match | Feuille de match | Feuille de match                    | Feuille de match | Feuille de match                                                     |
| ---------------- | --- | ----------------------------------- | --- | -------------------------------------------------------------------- |
|                  | Ellis (Jeannot, Sissons) — 4 min 35 s Forsberg (Ekholm, Saros) — 19 min 35 s Granlund (Haula, Josi) — 34 min 42 s (SN) Johansen (Ellis, Forsberg) — 45 min 1 s Duchene (Josi, Carrier) — 94 min 54 s | 1-0 1-1 2-1 2-2 2-3 3-3 4-3 4-4 5-4 | Aho — 15 min 44 s Staal (Foegele) — 23 min 31 s Trocheck (Svetchnikov, Aho) — 32 min 46 s (SN) Pesce (Teräväinen, Aho) — 56 min 39 s | Arbitrage : Francis Charron, Jon McIsaac Bryan Pancich, Andrew Smith |
| Saros            | Gardiens | Nedeljkovic                         | | Arbitrage : Francis Charron, Jon McIsaac Bryan Pancich, Andrew Smith |
| 6 min            | Pénalités | 14 min                              | | Arbitrage : Francis Charron, Jon McIsaac Bryan Pancich, Andrew Smith |
| 54               | Tirs | 56                                  | | Arbitrage : Francis Charron, Jon McIsaac Bryan Pancich, Andrew Smith |

| 23 mai 2021 | Nashville | 4-3 (2 pr) (1-1, 1-1, 1-1, 0-0, 1-0) | Caroline | Bridgestone Arena 12 135 spectateurs |

| Feuille de match | Feuille de match | Feuille de match            | Feuille de match                                                                                               | Feuille de match                                                   |
| ---------------- | --- | --------------------------- | --- | ------------------------------------------------------------------ |
|                  | Kunin (Granlund, Ellis) — 57 s Johansen (Duchene, Ekholm) — 24 min 53 s Cousins (Haula, Ekholm) — 43 min 15 s (SN) Kunin (Granlund, Järnkrok) — 96 min 10 s | 1-0 1-1 2-1 2-2 2-3 3-3 4-3 | Trocheck (Nečas) — 18 min 3 s McGinn (Lorentz, Martinook) — 38 min 5 s McGinn (Martinook, Staal) — 40 min 13 s | Arbitrage : Gord Dwyer, TJ Luxmore Bryan Pancich, Shandor Alphonso |
| Saros            | Gardiens | Nedeljkovic                 | | Arbitrage : Gord Dwyer, TJ Luxmore Bryan Pancich, Shandor Alphonso |
| 10 min           | Pénalités | 6 min                       | | Arbitrage : Gord Dwyer, TJ Luxmore Bryan Pancich, Shandor Alphonso |
| 43               | Tirs | 61                          | | Arbitrage : Gord Dwyer, TJ Luxmore Bryan Pancich, Shandor Alphonso |

| 25 mai 2021 | Caroline | 3-2 (pr) (1-1, 0-1, 1-0, 1-0) | Nashville | PNC Arena 12 000 spectateurs |

| Feuille de match | Feuille de match                                                                    | Feuille de match    | Feuille de match                                             | Feuille de match                                                         |
| ---------------- | ----------------------------------------------------------------------------------- | ------------------- | ------------------------------------------------------------ | ------------------------------------------------------------------------ |
|                  | Nečas (Hamilton) — 14 min 21 s (SN) Nečas (Slavin) — 52 min 55 s Staal — 62 min 3 s | 0-1 1-1 1-2 2-2 3-2 | Trenine (Josi) — 11 min 44 s Trenine (Sissons) — 20 min 53 s | Arbitrage : Wes McCauley, Frederick L'Ecuyer Andrew Smith, Bryan Pancich |
| Nedeljkovic      | Gardiens                                                                            | Saros               |                                                              | Arbitrage : Wes McCauley, Frederick L'Ecuyer Andrew Smith, Bryan Pancich |
| 8 min            | Pénalités                                                                           | 8 min               |                                                              | Arbitrage : Wes McCauley, Frederick L'Ecuyer Andrew Smith, Bryan Pancich |
| 37               | Tirs                                                                                | 25                  |                                                              | Arbitrage : Wes McCauley, Frederick L'Ecuyer Andrew Smith, Bryan Pancich |

| 27 mai 2021 | Nashville | 3-4 (pr) (1-1, 2-1, 0-1, 0-1) | Caroline | Bridgestone Arena 14 107 spectateurs |

| Feuille de match | Feuille de match                                                                                                 | Feuille de match            | Feuille de match | Feuille de match                                                   |
| ---------------- | --- | --------------------------- | --- | ------------------------------------------------------------------ |
|                  | Cousins (Haula, Harpur) — 1 min 44 s Granlund (Ellis) — 21 min 13 s Johansen (Josi, Granlund) — 27 min 32 s (SN) | 1-0 1-1 2-1 3-1 3-2 3-3 3-4 | McGinn (Nečas) — 4 min 21 s Aho (Hamilton) — 33 min 34 s (SN) Hamilton (Slavin, McGinn) — 53 min 59 s Aho (Slavin) — 61 min 6 s | Arbitrage : Steve Kozari, Brian Pochmara Bevan Mills, Jonny Murray |
| Saros            | Gardiens | Nedeljkovic                 | | Arbitrage : Steve Kozari, Brian Pochmara Bevan Mills, Jonny Murray |
| 6 min            | Pénalités | 8 min                       | | Arbitrage : Steve Kozari, Brian Pochmara Bevan Mills, Jonny Murray |
| 27               | Tirs | 31                          | | Arbitrage : Steve Kozari, Brian Pochmara Bevan Mills, Jonny Murray |

##### Floride contre Tampa Bay
Les Panthers de la Floride, deuxièmes de la division Centrale à un point des Hurricanes de la Caroline, sont confrontés à la troisième équipe de la division, le Lightning de Tampa Bay. Cette série marque le premier affrontement entre deux équipes de la Floride dans l'histoire des séries éliminatoires de la Coupe Stanley. Au cours de la saison, les confrontations entre les deux équipes ont été marquées par un grand nombre de pénalités, 42 minutes en moyenne par match, avec un point d'orgue de 154 minutes au cours de l'avant-dernier match de la saison. Les Panthers ont remporté cinq des huit matchs qui les ont opposés en saison régulière, dont les trois derniers. Tampa Bay peut compter sur Andreï Vassilevski gardien avec le plus grand nombre de victoires du circuit lors de la saison régulière et sur le retour de blessure de Nikita Koutcherov qui n'a pas joué de la saison régulière alors que du côté des Panthers Jonathan Huberdeau est onzième pointeur et Aleksander Barkov neuvième buteur et quinzième pointeur de la LNH,.
| 16 mai 2021 | Floride | 4-5 (2-1, 0-2, 2-2) | Tampa Bay | BB&T Center 9 646 spectateurs |

| Feuille de match | Feuille de match | Feuille de match                    | Feuille de match | Feuille de match                                               |
| ---------------- | --- | ----------------------------------- | --- | -------------------------------------------------------------- |
|                  | Barkov (Huberdeau, Yandle) — 9 min 41 s (SN) Verhaeghe (Barkov, Yandle) — 16 min 31 s Huberdeau (Bennett, Tippett) — 41 min 27 s Tippett (Huberdeau, Bennett) — 44 min 9 s | 0-1 1-1 2-1 2-2 2-3 3-3 4-3 4-4 4-5 | Coleman (Gourde, McDonagh) — 7 min 42 s (IN) Koutcherov (Hedman, Stamkos) — 24 min 58 s (SN) Koutcherov (Hedman, Stamkos) — 34 min 51 s (SN) Point (Koutcherov, Hedman) — 53 min (SN) Point (McDonagh) — 58 min 46 s | Arbitrage : Dan O'Rourke, Kyle Rehman Brad Kovachik, Kory Nagy |
| Bobrovski        | Gardiens | Vassilevski                         | | Arbitrage : Dan O'Rourke, Kyle Rehman Brad Kovachik, Kory Nagy |
| 18 min           | Pénalités | 16 min                              | | Arbitrage : Dan O'Rourke, Kyle Rehman Brad Kovachik, Kory Nagy |
| 39               | Tirs | 40                                  | | Arbitrage : Dan O'Rourke, Kyle Rehman Brad Kovachik, Kory Nagy |

| 18 mai 2021 | Floride | 1-3 (0-2, 1-0, 0-1) | Tampa Bay | BB&T Center 9 646 spectateurs |

| Feuille de match | Feuille de match                            | Feuille de match | Feuille de match                                                                                                 | Feuille de match                                                  |
| ---------------- | ------------------------------------------- | ---------------- | --- | ----------------------------------------------------------------- |
|                  | Marchment (Verhaeghe, Barkov) — 34 min 21 s | 0-1 0-2 1-2 1-3  | Stamkos (Killorn, Savard) — 4 min 52 s Palát (Point, Koutcherov) — 14 min 57 s Gourde (Palát) — 58 min 35 s (CV) | Arbitrage : Steve Kozari, Brian Pochmara Brad Kovachik, Kory Nagy |
| Driedger         | Gardiens                                    | Vassilevski      | | Arbitrage : Steve Kozari, Brian Pochmara Brad Kovachik, Kory Nagy |
| 18 min           | Pénalités                                   | 8 min            | | Arbitrage : Steve Kozari, Brian Pochmara Brad Kovachik, Kory Nagy |
| 33               | Tirs                                        | 29               | | Arbitrage : Steve Kozari, Brian Pochmara Brad Kovachik, Kory Nagy |

| 20 mai 2021 | Tampa Bay | 5-6 (pr) (0-2, 5-1, 0-2, 0-1) | Floride | Amalie Arena 9 508 spectateurs |

| Feuille de match | Feuille de match | Feuille de match                            | Feuille de match | Feuille de match                                                            |
| ---------------- | --- | ------------------------------------------- | --- | --------------------------------------------------------------------------- |
|                  | Cirelli (Hedman, Killorn) — 21 min 57 s Colton (Coleman) — 25 min 46 s Stamkos (McDonagh) — 28 min 38 s Point (Koutcherov, Hedman) — 34 min 17 s (SN) Killorn (Hedman, Point) — 38 min 17 s (SN) | 0-1 0-2 1-2 2-2 3-2 3-3 4-3 5-3 5-4 5-5 5-6 | Bennett (Huberdeau, Tippett) — 4 min 31 s Gudas (Forsling, Huberdeau) — 7 min 5 s Wennberg (Weegar, Tippett) — 32 min 34 s (SN) Hörnqvist (Huberdeau, Barkov) — 41 min 45 s (SN) Forsling (Wennberg, Hörnqvist) — 56 min 53 s Lomberg (Vatrano, Gudas) — 65 min 56 s | Arbitrage : Steve Kozari, Brian Pochmara Brandon Gawryletz, Matt MacPherson |
| Vassilevski      | Gardiens | Driedger (40 min) Bobrovski (25 min 56 s)   | | Arbitrage : Steve Kozari, Brian Pochmara Brandon Gawryletz, Matt MacPherson |
| 6 min            | Pénalités | 8 min                                       | | Arbitrage : Steve Kozari, Brian Pochmara Brandon Gawryletz, Matt MacPherson |
| 31               | Tirs | 47                                          | | Arbitrage : Steve Kozari, Brian Pochmara Brandon Gawryletz, Matt MacPherson |

| 22 mai 2021 | Tampa Bay | 6-2 (3-1, 2-1, 1-0) | Floride | Amalie Arena 9 762 spectateurs |

| Feuille de match | Feuille de match | Feuille de match                               | Feuille de match                                                                                  | Feuille de match                                                              |
| ---------------- | --- | ---------------------------------------------- | ------------------------------------------------------------------------------------------------- | ----------------------------------------------------------------------------- |
|                  | Cirelli (Killorn, Černák) — 3 min Gourde (Koutcherov, Sergatchiov) — 7 min 24 s Palát (Černák, Koutcherov) — 16 min 45 s Killorn (Koutcherov, Hedman) — 25 min 41 s (SN) Killorn (Stamkos, Cirelli) — 27 min 15 s Koutcherov (Stamkos, Killorn) — 44 min 47 s (SN) | 1-0 2-0 2-1 3-1 4-1 5-1 5-2 6-2                | Huberdeau (Hörnqvist, Bennett) — 8 min 49 s (SN) Verhaeghe (Barkov, Huberdeau) — 38 min 45 s (SN) | Arbitrage : Garrett Rank, Kelly Sutherland Matt MacPherson, Brandon Gawryletz |
| Vassilevski      | Gardiens | Bobrovski (27 min 15 s) Driedger (31 min 10 s) |                                                                                                   | Arbitrage : Garrett Rank, Kelly Sutherland Matt MacPherson, Brandon Gawryletz |
| 42 min           | Pénalités | 50 min                                         |                                                                                                   | Arbitrage : Garrett Rank, Kelly Sutherland Matt MacPherson, Brandon Gawryletz |
| 26               | Tirs | 41                                             |                                                                                                   | Arbitrage : Garrett Rank, Kelly Sutherland Matt MacPherson, Brandon Gawryletz |

| 24 mai 2021 | Floride | 4-1 (0-1, 2-0, 2-0) | Tampa Bay | BB&T Center 11 551 spectateurs |

| Feuille de match | Feuille de match | Feuille de match    | Feuille de match                  | Feuille de match                                                           |
| ---------------- | --- | ------------------- | --------------------------------- | -------------------------------------------------------------------------- |
|                  | Weegar (Huberdeau, Bennett) — 26 min 19 s Marchment (Barkov, Weegar) — 36 min 55 s Hörnqvist (Barkov, Huberdeau) — 40 min 35 s (SN) Vatrano (Hörnqvist) — 59 min 45 s (CV) | 0-1 1-1 2-1 3-1 4-1 | Colton (Coleman, McDonagh) — 53 s | Arbitrage : Francois StLaurent, Kelly Sutherland Jonny Murray, Bevan Mills |
| Knight           | Gardiens | Vassilevski         |                                   | Arbitrage : Francois StLaurent, Kelly Sutherland Jonny Murray, Bevan Mills |
| 6 min            | Pénalités | 22 min              |                                   | Arbitrage : Francois StLaurent, Kelly Sutherland Jonny Murray, Bevan Mills |
| 38               | Tirs | 37                  |                                   | Arbitrage : Francois StLaurent, Kelly Sutherland Jonny Murray, Bevan Mills |

| 26 mai 2021 | Tampa Bay | 4-0 (1-0, 1-0, 2-0) | Floride | Amalie Arena 10 092 spectateurs |

| Feuille de match | Feuille de match | Feuille de match | Feuille de match | Feuille de match                                                           |
| ---------------- | --- | ---------------- | ---------------- | -------------------------------------------------------------------------- |
|                  | Maroon (Johnson, Sergatchiov) — 6 min 16 s Stamkos (Hedman, Koutcherov) — 33 min 27 s (SN) Point (Koutcherov, Černák) — 54 min 36 s Killorn (Černák, Stamkos) — 58 min 18 s (CV) | 1-0 2-0 3-0 4-0  |                  | Arbitrage : Francis Charron, Jon McIsaac Shandor Alphonso, Matt MacPherson |
| Vassilevski      | Gardiens | Knight           |                  | Arbitrage : Francis Charron, Jon McIsaac Shandor Alphonso, Matt MacPherson |
| 4 min            | Pénalités | 6 min            |                  | Arbitrage : Francis Charron, Jon McIsaac Shandor Alphonso, Matt MacPherson |
| 24               | Tirs | 29               |                  | Arbitrage : Francis Charron, Jon McIsaac Shandor Alphonso, Matt MacPherson |

#### Division Est

##### Pittsburgh contre New York
Les Penguins finissent la saison régulière avec 77 points le même total de points que les Capitals de Washington et également le même nombre de victoires au cours du temps de jeu réglementaire. Pour départager les équipes, les victoires, temps réglementaire et prolongation inclus, mais sans compter les victoires lors de la séance des tirs de fusillade ; Pittsburgh en comptant une de plus que Washington, ce sont les Penguins qui sont classés premiers de la division Est. Ils sont donc opposés à la quatrième équipe de la division Est, les Islanders de New York qui ont totalisé 71 points. La dernière fois que les deux équipes se sont rencontrées en séries, en 2019, les Islanders se sont imposés avec quatre victoires en autant de matchs. Au cours de cette saison, par contre, ce sont les Penguins qui ont dominé les Islanders avec six victoires en huit matchs.
Le premier match de la série, joué dans la patinoire des Penguins, le PPG Paints Arena, se solde par la victoire des Islanders après un peu plus de 76 minutes de jeu. En effet, les Islanders ouvrent le score à la huitième minute de jeu par Kyle Palmieri. Les locaux répliquent quatre minutes plus tard puis prennent les devants au début du deuxième tiers-temps par leur capitaine Sidney Crosby qui inscrit son 190e point en séries de la LNH. Il rejoint alors Brett Hull au septième rang de l’histoire de la ligue. La deuxième période se termine avec cette marque de 2-1 pour les Penguins mais Jean-Gabriel Pageau, sur un mauvais changement des lignes de Pittsburgh, permet aux Islanders de revenir à égalité en début de troisième tiers-temps. L'égalité demeure pendant la majorité de la période avec des arrêts des deux côtés de la patinoire par Tristan Jarry pour les locaux et Ilia Sorokine pour les visiteurs, qui joue son premier match en séries éliminatoires. À 5 minutes de la fin et à 30 secondes d'écart, chaque équipe inscrit un nouveau but et le temps réglementaire se finit sur le score de 3 buts partout. Palmieri donne la victoire aux Islanders après plus de 16 minutes de prolongation. Deux jours plus tard, les équipes se retrouvent pour le deuxième match et dès la troisième minute de la partie, Bryan Rust profite d'une mauvaise passe du défenseur Ryan Pulock vers Adam Pelech pour récupérer le palet dans l'axe puis tromper Semion Varlamov d'un lancer dans la lucarne. Les Penguins doublent la mise 10 minutes plus tard par Jeff Carter qui a rejoint l'équipe à la date limite des échanges. Un peu après la moitié de la rencontre, Josh Bailey permet aux Islanders de revenir dans la partie mais les joueurs de Pittsburgh parviennent à conserver l'avantage et remportent cette rencontre 2 à 1.
La suite de la série a lieu sur la glace des Islanders dans l'amphithéatre du Nassau Coliseum mais ce sont les visiteurs qui ouvrent le score dès la deuxième minute de jeu par un lancer de la ligne bleu de Kristopher Letang. Varlamov et Jarry arrêtent tous les lancers des deux équipes pendant cette période et il faut attendre un peu plus de la moitié de la rencontre pour voir un autre défenseur marquer un but ; c'est cette fois Scott Mayfield des Islanders qui permet aux siens de revenir au score. Quelques minutes plus tard, Carter puis Zucker permettent aux Penguins de mener 3 à 1 à la fin du deuxième tiers-temps. Les locaux reviennent dans le match avec un but à la 43e minute de Cal Clutterbuck. Deux minutes plus tard, une bagarre générale éclate sur la glace entre les 10 joueurs de champs présents et ils sont tous pénalisés. Avant de partir en pénalité, Jake Guentzel reçoit une deuxième pénalité pour un coup de crosse contre Palmieri ce qui laisse un avantage numérique aux Islanders. Ces derniers en profitent en concrétisant leur jeu de puissance en une vingtaine de secondes par Anthony Beauvillier. Deux minutes plus tard c'est au tour des Penguins de profiter d'une supériorité numérique avec un nouveau but de Carter. Clutterbuck trompe une deuxième fois Jarry pour remettre les deux équipes à égalité à la 54e minute mais ce sont finalement les Penguins qui s'imposent grâce à un dernier but inscrit par un joueur du dernier trio, Brandon Tanev. Pour la quatrième date de la série, Sorokine est de retour devant les filets des Islanders et il faut attendre la 57e minute du match pour le voir laisser passer derrière lui le premier et unique but des Penguins de la rencontre. Il arrête ainsi 29 des lancers qu'il reçoit alors que, pendant ce temps, les joueurs des Islanders ont développé un jeu propre et posé, avec seulement deux pénalités au cours de la rencontre, et ont battu à quatre reprises Jarry dont deux buts en supériorité numérique. À la fin du temps réglementaire, les Islanders s'imposent 4 buts à 1 et, virtuellement, une nouvelle série débute pour les deux équipes, une série au meilleur des trois rencontres.
| 16 mai 2021 | Pittsburgh | 3-4 (pr) (1-1, 1-0, 1-2, 0-1) | New York | PPG Paints Arena 4 672 spectateurs |

| Feuille de match | Feuille de match                                                                                                  | Feuille de match            | Feuille de match | Feuille de match                                                                |
| ---------------- | --- | --------------------------- | --- | ------------------------------------------------------------------------------- |
|                  | Gaudreau (Rodrigues) — 11 min 10 s Crosby (Dumoulin, Guentzel) — 23 min 47 s Kapanen (Carter, Ceci) — 56 min 21 s | 0-1 1-1 2-1 2-2 2-3 3-3 3-4 | Palmieri (Pageau, Dobson) — 7 min 58 s Pageau (Mayfield) — 43 min 33 s Nelson (Beauvillier, Pulock) — 55 min 50 s Palmieri (Pageau, Wahlstrom) — 76 min 30 s | Arbitrage : Brian Pochmara et Steve Kozari Matt MacPherson et Brandon Gawryletz |
| Jarry            | Gardiens | Sorokine                    | | Arbitrage : Brian Pochmara et Steve Kozari Matt MacPherson et Brandon Gawryletz |
| 4 min            | Pénalités | 6 min                       | | Arbitrage : Brian Pochmara et Steve Kozari Matt MacPherson et Brandon Gawryletz |
| 42               | Tirs | 41                          | | Arbitrage : Brian Pochmara et Steve Kozari Matt MacPherson et Brandon Gawryletz |

| 18 mai 2021 | Pittsburgh | 2-1 (2-0, 0-1, 0-0) | New York | PPG Paints Arena 9 344 spectateurs |

| Feuille de match | Feuille de match                                        | Feuille de match | Feuille de match                        | Feuille de match                                                      |
| ---------------- | ------------------------------------------------------- | ---------------- | --------------------------------------- | --------------------------------------------------------------------- |
|                  | Rust — 3 min 22 s Carter (McCann, Kapanen) — 13 min 7 s | 1-0 2-0 2-1      | Bailey (Nelson, Mayfield) — 34 min 44 s | Arbitrage : TJ Luxmore, Gord Dwyer Matt MacPherson, Brandon Gawryletz |
| Jarry            | Gardiens                                                | Varlamov         |                                         | Arbitrage : TJ Luxmore, Gord Dwyer Matt MacPherson, Brandon Gawryletz |
| 6 min            | Pénalités                                               | 8 min            |                                         | Arbitrage : TJ Luxmore, Gord Dwyer Matt MacPherson, Brandon Gawryletz |
| 45               | Tirs                                                    | 38               |                                         | Arbitrage : TJ Luxmore, Gord Dwyer Matt MacPherson, Brandon Gawryletz |

| 20 mai 2021 | New York | 4-5 (0-1, 1-2, 3-2) | Pittsburgh | Nassau Coliseum 6 800 spectateurs |

| Feuille de match | Feuille de match | Feuille de match                    | Feuille de match | Feuille de match                                                     |
| ---------------- | --- | ----------------------------------- | --- | -------------------------------------------------------------------- |
|                  | Mayfield (Barzal, Eberle) — 31 min 3 s Clutterbuck (Cizikas, Mayfield) — 43 min 46 s Beauvillier (Barzal, Dobson) — 45 min 54 s (SN) Clutterbuck (Mayfield) — 54 min 17 s | 0-1 1-1 1-2 1-3 2-3 3-3 3-4 4-4 4-5 | Letang — 2 min 1 s Carter (Gaudreau, Pettersson) — 33 min 33 s Zucker (Malkine, Letang) — 38 min 3 s Carter (Malkine) — 47 min (SN) Tanev (Letang, Aston-Reese) — 56 min 24 s | Arbitrage : Garrett Rank, Kelly Sutherland Jonny Murray, Bevan Mills |
| Varlamov         | Gardiens | Jarry                               | | Arbitrage : Garrett Rank, Kelly Sutherland Jonny Murray, Bevan Mills |
| 16 min           | Pénalités | 20 min                              | | Arbitrage : Garrett Rank, Kelly Sutherland Jonny Murray, Bevan Mills |
| 30               | Tirs | 27                                  | | Arbitrage : Garrett Rank, Kelly Sutherland Jonny Murray, Bevan Mills |

| 22 mai 2021 | New York | 4-1 (0-0, 2-0, 2-1) | Pittsburgh | Nassau Coliseum 6 800 spectateurs |

| Feuille de match | Feuille de match | Feuille de match    | Feuille de match                                    | Feuille de match                                                   |
| ---------------- | --- | ------------------- | --------------------------------------------------- | ------------------------------------------------------------------ |
|                  | Bailey (Nelson, Beauvillier) — 28 min 7 s Pulock (Wahlstrom, Leddy) — 34 min 51 s Wahlstrom — 46 min 4 s (SN) Eberle (Barzal, Pageau) — 46 min 28 s (SN) | 1-0 2-0 3-0 4-0 4-1 | Aston-Reese (Dumoulin, Gaudreau) — 57 min 25 s (IN) | Arbitrage : Steve Kozari, Brian Pochmara Jonny Murray, Bevan Mills |
| Sorokine         | Gardiens | Jarry               |                                                     | Arbitrage : Steve Kozari, Brian Pochmara Jonny Murray, Bevan Mills |
| 4 min            | Pénalités | 12 min              |                                                     | Arbitrage : Steve Kozari, Brian Pochmara Jonny Murray, Bevan Mills |
| 26               | Tirs | 30                  |                                                     | Arbitrage : Steve Kozari, Brian Pochmara Jonny Murray, Bevan Mills |

| 24 mai 2021 | Pittsburgh | 2-3 (2 pr) (1-1, 1-0, 0-1, 0-0, 0-1) | New York | PPG Paints Arena 9 344 spectateurs |

| Feuille de match | Feuille de match                                                             | Feuille de match    | Feuille de match                                                                                     | Feuille de match                                                       |
| ---------------- | ---------------------------------------------------------------------------- | ------------------- | --- | ---------------------------------------------------------------------- |
|                  | Malkine (Letang, Rust) — 8 min 20 s (SN) Rust (Crosby, Letang) — 27 min 37 s | 1-0 1-1 2-1 2-2 2-3 | Beauvillier (Bailey, Leddy) — 19 min 5 s Eberle (Komarov, Pegeau) — 48 min 50 s Bailey — 80 min 51 s | Arbitrage : Dan O'Rourke et Kyle Rehman Ryan Gibbons et Libor Suchanek |
| Jarry            | Gardiens                                                                     | Sorokine            | | Arbitrage : Dan O'Rourke et Kyle Rehman Ryan Gibbons et Libor Suchanek |
| 4 min            | Pénalités                                                                    | 4 min               | | Arbitrage : Dan O'Rourke et Kyle Rehman Ryan Gibbons et Libor Suchanek |
| 50               | Tirs                                                                         | 28                  | | Arbitrage : Dan O'Rourke et Kyle Rehman Ryan Gibbons et Libor Suchanek |

| 26 mai 2021 | New York | 5-3 (2-2, 3-1, 0-0) | Pittsburgh | Nassau Coliseum 9 000 spectateurs |

| Feuille de match | Feuille de match | Feuille de match                | Feuille de match | Feuille de match                                                   |
| ---------------- | --- | ------------------------------- | --- | ------------------------------------------------------------------ |
|                  | Beauvillier (Nelson, Bailey) — 5 min 16 s Palmieri (Pageau) — 12 min 25 s Nelson (Bailey, Beauvillier) — 28 min 35 s Pulock (Pageau, Zajac) — 28 min 48 s Nelson (Beauvillier) — 31 min 34 s | 0-1 1-1 1-2 2-2 2-3 3-3 4-3 5-3 | Carter (Kapanen, Zucker) — 1 min 27 s Guentzel (Letang, Malkine) — 11 min 12 s (SN) Zucker (Ceci, Malkine) — 21 min 53 s | Arbitrage : Francois StLaurent, Chris Lee Devin Berg, Vaughan Rody |
| Sorokine         | Gardiens | Jarry                           | | Arbitrage : Francois StLaurent, Chris Lee Devin Berg, Vaughan Rody |
| 4 min            | Pénalités | 4 min                           | | Arbitrage : Francois StLaurent, Chris Lee Devin Berg, Vaughan Rody |
| 24               | Tirs | 37                              | | Arbitrage : Francois StLaurent, Chris Lee Devin Berg, Vaughan Rody |

##### Washington contre Boston
Les Capitals finissent la saison régulière avec 77 points, le même total que les Penguins de Pittsburgh et avec également le même nombre de victoires au cours du temps de jeu réglementaire. Pour départager les équipes, les victoires, temps réglementaire et prolongation inclus, mais sans compter les victoires lors de la séance des tirs de fusillade sont comptabilisées ; Washington en comptant une de moins que Pittsburgh, les Capitals sont donc deuxièmes de la division Est. Ils sont opposés aux Bruins de Boston, troisième meilleure équipe de la division.
| 15 mai 2021 | Washington | 3-2 (pr) (1-1, 1-1, 0-0, 1-0) | Boston | Capital One Arena 5 333 spectateurs |

| Feuille de match                             | Feuille de match                                                                                                 | Feuille de match    | Feuille de match                                                            | Feuille de match                                              |
| -------------------------------------------- | --- | ------------------- | --------------------------------------------------------------------------- | ------------------------------------------------------------- |
|                                              | Wilson (Oshie, Sprong) — 6 min 22 s Dillon (Mantha, Ovetchkine) — 28 min 44 s Dowd (Oshie, Wilson) — 64 min 41 s | 1-0 1-1 2-1 2-2 3-2 | DeBrusk (Lazar) — 13 min 10 s Ritchie (Pastrňák, McAvoy) — 36 min 38 s (SN) | Arbitrage : Gord Dwyer, TJ Luxmore Michel Cormier, Ryan Daisy |
| Vaněček (13 min 10 s) Anderson (51 min 31 s) | Gardiens | Rask                |                                                                             | Arbitrage : Gord Dwyer, TJ Luxmore Michel Cormier, Ryan Daisy |
| 8 min                                        | Pénalités | 2 min               |                                                                             | Arbitrage : Gord Dwyer, TJ Luxmore Michel Cormier, Ryan Daisy |
| 32                                           | Tirs | 26                  |                                                                             | Arbitrage : Gord Dwyer, TJ Luxmore Michel Cormier, Ryan Daisy |

| 17 mai 2021 | Washington | 3-4 (pr) (2-2, 0-0, 1-1, 0-1) | Boston | Capital One Arena 5 333 spectateurs |

| Feuille de match | Feuille de match | Feuille de match            | Feuille de match | Feuille de match                                            |
| ---------------- | --- | --------------------------- | --- | ----------------------------------------------------------- |
|                  | Oshie (Ovetchkine, Carlson) — 6 min 31 s (SN) Hathaway (Orlov, Eller) — 16 min 42 s Hathaway (Orlov, Hagelin) — 47 min 4 s | 0-1 1-1 1-2 2-2 3-2 3-3 3-4 | DeBrusk (Coyle, Ritchie) — 5 min 5 s Bergeron (Pastrňák) — 9 min 21 s Hall (Smith, Grzelcyk) — 57 min 11 s Marchand (Grzelcyk, Krejčí) — 60 min 39 s | Arbitrage : Chris Lee, Jean Hebert Devin Berg, Vaughan Rody |
| Anderson         | Gardiens | Rask                        | | Arbitrage : Chris Lee, Jean Hebert Devin Berg, Vaughan Rody |
| 12 min           | Pénalités | 16 min                      | | Arbitrage : Chris Lee, Jean Hebert Devin Berg, Vaughan Rody |
| 39               | Tirs | 48                          | | Arbitrage : Chris Lee, Jean Hebert Devin Berg, Vaughan Rody |

| 19 mai 2021 | Boston | 3-2 (2 pr) (0-0, 1-2, 1-0, 0-0, 1-0) | Washington | TD Garden 4 565 spectateurs |

| Feuille de match | Feuille de match                                                                              | Feuille de match    | Feuille de match                                                     | Feuille de match                                               |
| ---------------- | --------------------------------------------------------------------------------------------- | ------------------- | -------------------------------------------------------------------- | -------------------------------------------------------------- |
|                  | Hall (Smith) — 29 min 17 s Marchand (Bergeron, McAvoy) — 51 min 32 s (SN) Smith — 85 min 48 s | 0-1 1-1 1-2 2-2 3-2 | Ovetchkine (Mantha) — 28 min 21 s (SN) Dowd (Hathaway) — 38 min 15 s | Arbitrage : Dan O'Rourke, Kyle Rehman Vaughan Rody, Devin Berg |
| Rask             | Gardiens                                                                                      | Samsonov            |                                                                      | Arbitrage : Dan O'Rourke, Kyle Rehman Vaughan Rody, Devin Berg |
| 10 min           | Pénalités                                                                                     | 10 min              |                                                                      | Arbitrage : Dan O'Rourke, Kyle Rehman Vaughan Rody, Devin Berg |
| 43               | Tirs                                                                                          | 37                  |                                                                      | Arbitrage : Dan O'Rourke, Kyle Rehman Vaughan Rody, Devin Berg |

| 21 mai 2021 | Boston | 4-1 (0-0, 1-0, 3-1) | Washington | TD Garden 4 565 spectateurs |

| Feuille de match | Feuille de match | Feuille de match    | Feuille de match                                   | Feuille de match                                              |
| ---------------- | --- | ------------------- | -------------------------------------------------- | ------------------------------------------------------------- |
|                  | Marchand (Pastrňák, McAvoy) — 28 min (SN) Pastrňák (McAvoy, Krejčí) — 40 min 29 s (SN) Coyle (DeBrusk) — 41 min 3 s Grzelcyk (McAvoy, Hall) — 54 min 50 s (SN) | 1-0 2-0 3-0 3-1 4-1 | Ovetchkine (Carlson, Bäckström) — 44 min 54 s (SN) | Arbitrage : Gord Dwyer, TJ Luxmore Michel Cormier, Ryan Daisy |
| Rask             | Gardiens | Samsonov            |                                                    | Arbitrage : Gord Dwyer, TJ Luxmore Michel Cormier, Ryan Daisy |
| 18 min           | Pénalités | 14 min              |                                                    | Arbitrage : Gord Dwyer, TJ Luxmore Michel Cormier, Ryan Daisy |
| 37               | Tirs | 20                  |                                                    | Arbitrage : Gord Dwyer, TJ Luxmore Michel Cormier, Ryan Daisy |

| 23 mai 2021 | Washington | 1-3 (0-0, 0-2, 1-1) | Boston | Capital One Arena 5 333 spectateurs |

| Feuille de match | Feuille de match                    | Feuille de match | Feuille de match                                                                                | Feuille de match                                                 |
| ---------------- | ----------------------------------- | ---------------- | ----------------------------------------------------------------------------------------------- | ---------------------------------------------------------------- |
|                  | Sheary (Oshie, Orlov) — 40 min 11 s | 0-1 0-2 1-2 1-3  | Pastrňák (Reilly) — 22 min 28 s Bergeron (Reilly, Pastrňák) — 34 min 5 s Bergeron — 52 min 25 s | Arbitrage : Chris Lee, Jean Hebert Andrew Smith, Matt MacPherson |
| Samsonov         | Gardiens                            | Rask             |                                                                                                 | Arbitrage : Chris Lee, Jean Hebert Andrew Smith, Matt MacPherson |
| 8 min            | Pénalités                           | 10 min           |                                                                                                 | Arbitrage : Chris Lee, Jean Hebert Andrew Smith, Matt MacPherson |
| 41               | Tirs                                | 19               |                                                                                                 | Arbitrage : Chris Lee, Jean Hebert Andrew Smith, Matt MacPherson |

#### Division Nord

##### Toronto contre Montréal
Avec 77 points, l'équipe des Maple Leafs de Toronto est la meilleure équipe de la division Nord à la fin de la saison régulière. Ils comptent dans leurs rangs deux des meilleurs pointeurs du circuit : Mitchell Marner quatrième du classement avec 67 réalisations et Auston Matthews qui compte un point de moins mais finit meilleur buteur de toute la LNH avec 41 buts. Ils sont opposés au premier tour des séries contre la quatrième équipe de la division, les Canadiens de Montréal. Les deux équipes historiques de la LNH ne se sont pas affrontées en série depuis les quarts de finale de 1979 qui se sont soldées par la victoire en 4 matchs secs des Canadiens. Ces derniers peuvent s'appuyer sur Carey Price devant leur filets et sur leur capitaine vétéran Shea Weber même si ceux-ci ont manqué une partie de la saison en raison de blessures.
Le premier match des séries est joué à Toronto dans une salle vide en raison de la pandémie de Covid-19, le Canada n'ayant pas encore autorisé le public à revenir dans les salles. Peu avant la 10e minute de jeu, Ben Chiarot des Canadiens de Montréal assène une mise en échec au capitaine de Toronto, John Tavares, qui tombe sur la glace et roule sur lui-même. Au même moment, Corey Perry de Montréal passe derrière Tavares et son genou vient heurter la tête du joueur de Toronto. Après plusieurs minutes d'arrêt de jeu, le capitaine des Maple Leafs est emmené hors de la salle sur une civière pour être conduit à l'hôpital. Quelques minutes après le retour au jeu, Josh Anderson lancé par Eric Staal part en échappée entre deux défenseurs de Toronto qu'il parvient à prendre de vitesse puis il trompe le portier de Toronto, Jack Campbell, d'un tir des poignets. Les deux équipes se séparent à la fin de la première période sur ce score de 1 à 0. Après cinq minutes de jeu dans le deuxième tiers-temps, William Nylander profite d'un rebond sur un lancer lointain pour tromper Price et permettre aux Maple Leafs de revenir dans le match. À une dizaine de minutes de la fin du match, alors que les Canadiens sont en infériorité numérique, Paul Byron part en échappée ; il est fauché par le défenseur suédois de Toronto, Rasmus Sandin, mais tout en glissant sur les genoux, il parvient à lever le palet au-dessus de Campbell et à l'envoyer au fond des filets. Malgré une pression importante dans les deux dernières minutes de jeu, la défense de Montréal et Price ne cèdent pas et les Canadiens l'emportent sur le score de 2 à 1.
| 20 mai 2021 | Toronto | 1-2 (0-1, 1-0, 0-1) | Montréal | Scotiabank Arena |

| Feuille de match | Feuille de match                         | Feuille de match | Feuille de match                                                        | Feuille de match                                                    |
| ---------------- | ---------------------------------------- | ---------------- | ----------------------------------------------------------------------- | ------------------------------------------------------------------- |
|                  | Nylander (Foligno, Rielly) — 24 min 28 s | 0-1 1-1 1-2      | Anderson (Staal, Toffoli) — 12 min 8 s Byron (Armia) — 52 min 44 s (IN) | Arbitrage : Brad Meier, Eric Furlatt David Brisebois, Scott Cherrey |
| Campbell         | Gardiens                                 | Price            |                                                                         | Arbitrage : Brad Meier, Eric Furlatt David Brisebois, Scott Cherrey |
| 15 min           | Pénalités                                | 13 min           |                                                                         | Arbitrage : Brad Meier, Eric Furlatt David Brisebois, Scott Cherrey |
| 36               | Tirs                                     | 30               |                                                                         | Arbitrage : Brad Meier, Eric Furlatt David Brisebois, Scott Cherrey |

| 22 mai 2021 | Toronto | 5-1 (1-1, 2-0, 2-0) | Montréal | Scotiabank Arena |

| Feuille de match | Feuille de match | Feuille de match        | Feuille de match                         | Feuille de match                                                      |
| ---------------- | --- | ----------------------- | ---------------------------------------- | --------------------------------------------------------------------- |
|                  | Spezza (Bogosian) — 12 min 25 s Matthews (Holl) — 25 min 15 s Sandin (Marner, Matthews) — 33 min 20 s (SN) Nylander (Matthews, Rielly) — 48 min 50 s (SN) Kerfoot (Nylander) — 58 min 32 s (CV) | 0-1 1-1 2-1 3-1 4-1 5-1 | Kotkaniemi (Armia, Toffoli) — 7 min 57 s | Arbitrage : Eric Furlatt, Kevin Pollock Scott Cherrey, Kiel Murchison |
| Campbell         | Gardiens | Price                   |                                          | Arbitrage : Eric Furlatt, Kevin Pollock Scott Cherrey, Kiel Murchison |
| 14 min           | Pénalités | 24 min                  |                                          | Arbitrage : Eric Furlatt, Kevin Pollock Scott Cherrey, Kiel Murchison |
| 34               | Tirs | 23                      |                                          | Arbitrage : Eric Furlatt, Kevin Pollock Scott Cherrey, Kiel Murchison |

| 24 mai 2021 | Montréal | 1-2 (0-0, 1-2, 0-0) | Toronto | Centre Bell |

| Feuille de match | Feuille de match                    | Feuille de match | Feuille de match                                                             | Feuille de match                                                          |
| ---------------- | ----------------------------------- | ---------------- | ---------------------------------------------------------------------------- | ------------------------------------------------------------------------- |
|                  | Suzuki (Perry, Tatar) — 33 min 56 s | 0-1 1-1 1-2      | Nylander (Kerfoot) — 27 min 18 s Rielly (Marner, James Brodie) — 36 min 35 s | Arbitrage : Graham Skilliter, Kevin Pollock Mark Shewchyk, Kiel Murchison |
| Price            | Gardiens                            | Campbell         |                                                                              | Arbitrage : Graham Skilliter, Kevin Pollock Mark Shewchyk, Kiel Murchison |
| 12 min           | Pénalités                           | 10 min           |                                                                              | Arbitrage : Graham Skilliter, Kevin Pollock Mark Shewchyk, Kiel Murchison |
| 29               | Tirs                                | 29               |                                                                              | Arbitrage : Graham Skilliter, Kevin Pollock Mark Shewchyk, Kiel Murchison |

| 25 mai 2021 | Montréal | 0-4 (0-0, 0-3, 0-1) | Toronto | Centre Bell |

| Feuille de match | Feuille de match | Feuille de match | Feuille de match | Feuille de match                                                         |
| ---------------- | ---------------- | ---------------- | --- | ------------------------------------------------------------------------ |
|                  |                  | 0-1 0-2 0-3 0-4  | Nylander (Galchenyuk, Kerfoot) — 21 min 27 s Spezza (Galchenyuk, Muzzin) — 32 min 28 s Thornton (Spezza, Kerfoot) — 34 min 56 s (SN) Galchenyuk (Kerfoot) — 56 min 29 s (CV) | Arbitrage : Graham Skilliter, Marc Joannette Mark Shewchyk, Steve Barton |
| Price            | Gardiens         | Campbell         | | Arbitrage : Graham Skilliter, Marc Joannette Mark Shewchyk, Steve Barton |
| 4 min            | Pénalités        | 8 min            | | Arbitrage : Graham Skilliter, Marc Joannette Mark Shewchyk, Steve Barton |
| 32               | Tirs             | 28               | | Arbitrage : Graham Skilliter, Marc Joannette Mark Shewchyk, Steve Barton |

| 27 mai 2021 | Toronto | 3-4 (pr) (0-2, 1-1, 2-0, 0-1) | Montréal | Scotiabank Arena |

| Feuille de match | Feuille de match | Feuille de match            | Feuille de match                                                                                              | Feuille de match                                                     |
| ---------------- | --- | --------------------------- | --- | -------------------------------------------------------------------- |
|                  | Hyman (Marner, Matthews) — 26 min 32 s Muzzin (Simmonds, Nylander) — 46 min 52 s Muzzin (Galchenyuk, Nylander) — 51 min 54 s | 0-1 0-2 0-3 1-3 2-3 3-3 3-4 | Armia — 5 min 13 s Armia (Perry, Staal) — 8 min 18 s Kotkaniemi — 24 min 52 s Suzuki (Caufield) — 60 min 59 s | Arbitrage : Marc Joannette, Brad Meier David Brisebois, Steve Barton |
| Campbell         | Gardiens | Price                       | | Arbitrage : Marc Joannette, Brad Meier David Brisebois, Steve Barton |
| 2 min            | Pénalités | 2 min                       | | Arbitrage : Marc Joannette, Brad Meier David Brisebois, Steve Barton |
| 35               | Tirs | 30                          | | Arbitrage : Marc Joannette, Brad Meier David Brisebois, Steve Barton |

| 29 mai 2021 | Montréal | 3-2 (pr) (0-0, 0-0, 2-2, 1-0) | Toronto | Centre Bell 2 500 spectateurs |

| Feuille de match | Feuille de match                                                                                               | Feuille de match    | Feuille de match                                              | Feuille de match                                                      |
| ---------------- | --- | ------------------- | ------------------------------------------------------------- | --------------------------------------------------------------------- |
|                  | Perry (Toffoli) — 45 min 26 s (SN) Toffoli (Suzuki, Petry) — 46 min 43 s (SN) Kotkaniemi (Byron) — 75 min 15 s | 1-0 2-0 2-1 2-2 3-2 | Spezza (Kerfoot) — 51 min 35 s Brodie (Engvall) — 56 min 49 s | Arbitrage : Kevin Pollock, Eric Furlatt Scott Cherrey, Kiel Murchison |
| Price            | Gardiens | Campbell            |                                                               | Arbitrage : Kevin Pollock, Eric Furlatt Scott Cherrey, Kiel Murchison |
| 8 min            | Pénalités | 8 min               |                                                               | Arbitrage : Kevin Pollock, Eric Furlatt Scott Cherrey, Kiel Murchison |
| 31               | Tirs | 43                  |                                                               | Arbitrage : Kevin Pollock, Eric Furlatt Scott Cherrey, Kiel Murchison |

| 31 mai 2021 | Toronto | 1-3 (0-0, 0-2, 1-1) | Montréal | Scotiabank Arena |

| Feuille de match | Feuille de match                          | Feuille de match | Feuille de match | Feuille de match                                                    |
| ---------------- | ----------------------------------------- | ---------------- | --- | ------------------------------------------------------------------- |
|                  | Nylander (Matthews, Spezza) — 58 min 24 s | 0-1 0-2 0-3 1-3  | Gallagher (Staal) — 23 min 2 s Perry (Suzuki, Gustafsson) — 35 min 25 s (SN) Toffoli (Staal, Danault) — 57 min 22 s (CV) | Arbitrage : Brad Meier, Kevin Pollock Scott Cherrey, Kiel Murchison |
| Campbell         | Gardiens                                  | Price            | | Arbitrage : Brad Meier, Kevin Pollock Scott Cherrey, Kiel Murchison |
| 2 min            | Pénalités                                 | 4 min            | | Arbitrage : Brad Meier, Kevin Pollock Scott Cherrey, Kiel Murchison |
| 31               | Tirs                                      | 23               | | Arbitrage : Brad Meier, Kevin Pollock Scott Cherrey, Kiel Murchison |

##### Edmonton contre Winnipeg
Les Oilers d'Edmonton, deuxièmes de la division Nord, affrontent les Jets de Winnipeg qui ont terminé troisième. Les Oilers sont favoris de la série après avoir remporté sept des neuf confrontations entre les deux équipes lors de la saison régulière. Lors de ces rencontres, Connor McDavid, capitaine des Oilers et meilleur pointeur de la ligue, a marqué à chaque fois au moins deux points pour un total de 7 buts et 22 points. Leon Draisaitl, deuxième pointeur de la ligue derrière son coéquipier et vainqueur des trophées Art-Ross et Hart la saison précédente, a récolté 7 buts et 12 points. Ces confrontations ont également vu les gardiens des deux équipes connaître des statistiques opposées : Mike Smith, des Oilers, a enregistré 93,6 % d'arrêts alors que Connor Hellebuyck pour Winnipeg a terminé avec un mauvais bilan de 87,7 %, bien loin de sa moyenne de la saison de 91,6 %,.
| 19 mai 2021 | Edmonton | 1-4 (0-0, 1-1, 0-3) | Winnipeg | Rogers Place |

| Feuille de match | Feuille de match                         | Feuille de match    | Feuille de match | Feuille de match                                                        |
| ---------------- | ---------------------------------------- | ------------------- | --- | ----------------------------------------------------------------------- |
|                  | Puljujärvi (Barrie, Nurse) — 28 min 24 s | 1-0 1-1 1-2 1-3 1-4 | Poolman (Wheeler, Thompson) — 31 min 1 s Toninato (Stanley, Thompson) — 49 min 14 s Connor (Scheifele, Pionk) — 58 min 13 s (CV) Wheeler (Connor, Scheifele) — 58 min 45 s (CV) | Arbitrage : Graham Skilliter, Kevin Pollock Steve Barton, Mark Shewchyk |
| Smith            | Gardiens                                 | Hellebuyck          | | Arbitrage : Graham Skilliter, Kevin Pollock Steve Barton, Mark Shewchyk |
| 0 min            | Pénalités                                | 2 min               | | Arbitrage : Graham Skilliter, Kevin Pollock Steve Barton, Mark Shewchyk |
| 33               | Tirs                                     | 22                  | | Arbitrage : Graham Skilliter, Kevin Pollock Steve Barton, Mark Shewchyk |

| 21 mai 2021 | Edmonton | 0-1 (pr) (0-0, 0-0, 0-0, 0-1) | Winnipeg | Rogers Place |

| Feuille de match | Feuille de match | Feuille de match | Feuille de match                     | Feuille de match                                                         |
| ---------------- | ---------------- | ---------------- | ------------------------------------ | ------------------------------------------------------------------------ |
|                  |                  | 0-1              | Stastny (Copp, Poolman) — 64 min 6 s | Arbitrage : Graham Skilliter, Marc Joannette Mark Shewchyk, Steve Barton |
| Smith            | Gardiens         | Hellebuyck       |                                      | Arbitrage : Graham Skilliter, Marc Joannette Mark Shewchyk, Steve Barton |
| 6 min            | Pénalités        | 8 min            |                                      | Arbitrage : Graham Skilliter, Marc Joannette Mark Shewchyk, Steve Barton |
| 38               | Tirs             | 36               |                                      | Arbitrage : Graham Skilliter, Marc Joannette Mark Shewchyk, Steve Barton |

| 23 mai 2021 | Winnipeg | 5-4 (pr) (0-2, 1-1, 3-1, 1-0) | Edmonton | Bell MTS Place |

| Feuille de match | Feuille de match | Feuille de match                    | Feuille de match | Feuille de match                                                     |
| ---------------- | --- | ----------------------------------- | --- | -------------------------------------------------------------------- |
|                  | Ehlers (Dubois) — 37 min 13 s (SN) Perreault (Copp, Dubois) — 51 min 41 s (SN) Wheeler (Morrissey, Scheifele) — 54 min 28 s Morrissey (Lowry) — 54 min 44 s Ehlers (Stastny) — 69 min 13 s | 0-1 0-2 1-2 1-3 1-4 2-4 3-4 4-4 5-4 | Draisaitl (Koekkoek, McDavid) — 6 min 33 s Draisaitl (Yamamoto, McDavid) — 9 min 10 s (SN) Kassian (Draisaitl, McDavid) — 38 min 17 s Khaira (Larsson, Shore) — 44 min 43 s | Arbitrage : Marc Joannette, Brad Meier Steve Barton, David Brisebois |
| Hellebuyck       | Gardiens | Smith                               | | Arbitrage : Marc Joannette, Brad Meier Steve Barton, David Brisebois |
| 6 min            | Pénalités | 6 min                               | | Arbitrage : Marc Joannette, Brad Meier Steve Barton, David Brisebois |
| 37               | Tirs | 48                                  | | Arbitrage : Marc Joannette, Brad Meier Steve Barton, David Brisebois |

| 24 mai 2021 | Winnipeg | 4-3 (3 pr) (2-1, 0-2, 1-0, 0-0, 0-0, 1-0) | Edmonton | Bell MTS Place |

| Feuille de match | Feuille de match | Feuille de match            | Feuille de match | Feuille de match                                                    |
| ---------------- | --- | --------------------------- | --- | ------------------------------------------------------------------- |
|                  | Scheifele (Wheeler, Morrissey) — 6 min 16 s (SN) Appleton (Morrissey, Lowry) — 15 min 55 s Scheifele (Connor, Wheeler) — 46 min 1 s Connor (Pionk) — 106 min 52 s | 1-0 1-1 2-1 2-2 2-3 3-3 4-3 | McDavid (Draisaitl, Puljujärvi) — 7 min 33 s Nugent-Hopkins (Kassian, Larsson) — 23 min 44 s Chiasson (Draisaitl, Nugent-Hopkins) — 36 min 37 s (SN) | Arbitrage : Eric Furlatt, Brad Meier Scott Cherrey, David Brisebois |
| Hellebuyck       | Gardiens | Smith                       | | Arbitrage : Eric Furlatt, Brad Meier Scott Cherrey, David Brisebois |
| 8 min            | Pénalités | 10 min                      | | Arbitrage : Eric Furlatt, Brad Meier Scott Cherrey, David Brisebois |
| 43               | Tirs | 40                          | | Arbitrage : Eric Furlatt, Brad Meier Scott Cherrey, David Brisebois |

#### Division Ouest

##### Colorado contre Saint-Louis
L'Avalanche du Colorado, qui termine meilleure équipe de la saison régulière avec 82 points et remporte le Trophée des présidents, est confrontée aux Blues de Saint-Louis, quatrième équipe de la division Ouest. Il s'agit de la deuxième confrontation entre ces deux équipes en séries éliminatoires après celle de 2001 quand l'Avalanche avait remporté sa deuxième Coupe Stanley. L'Avalanche, qui compte 9 joueurs ayant inscrit au moins 30 points au cours de la saison régulière, est menée par Mikko Rantanen, meilleur buteur et pointeur de l'équipe, et Nathan MacKinnon, meilleur passeur. Du côté des Blues, David Perron est le meilleur passeur et pointeur de l'équipe alors que Ryan O'Reilly en est le meilleur buteur. Du point de vue des gardiens, le numéro 1 de l'Avalanche, Philipp Grubauer, termine la saison avec une moyenne de 1,95 but accordé et 92,2 % d'arrêts alors que les gardiens des Blues, Jordan Binnington et Ville Husso, terminent respectivement la saison avec une moyenne de 2,65 et 3,21 buts alloués et 91 % et 89,3 % d'arrêts.
Le premier match de la série est joué à Colorado et se sont les locaux qui ouvrent le score sur un but de Cale Makar en supériorité numérique après 15 minutes de jeu. Les Blues, qui jouent sans leur meilleur pointeur en saison régulière, David Perron, absent en raison du protocole Covid-19, reviennent au score à la 37e minutes grâce à Jordan Kyrou qui marque le premier but de sa carrière en séries éliminatoires. La deuxième période se termine sur une égalité 1-1 alors que l'Avalanche a dominé en dirigeant 32 tirs vers le portier adverse contre 16 pour les Blues. Au tout début du 3e tiers-temps, MacKinnon redonne l'avantage à Colorado puis Gabriel Landeskog marque un 3e but 8 minutes plus tard. À la 60e minute, alors que Binnington a quitté la glace pour donner à son équipe un attaquant supplémentaire, MacKinnon marque un dernier but dans le filet désert sur une passe de Landeskog qui réalise le coup du chapeau à la Gordie Howe après s'être battu en milieu de 1er tiers-temps contre Brayden Schenn. Lors du deuxième match, l'Avalanche marque dès la première minute par Joonas Donskoi puis ajoute deux nouveaux buts par MacKinnon et encore Donskoi pour mener 3-0 après 24 minutes de jeu avant que les Blues réduisent la marque par Samuel Blais. En troisième période, à dix minutes de la fin de la rencontre, Nazem Kadri écope d'une pénalité majeure après avoir mis en échec Justin Faulk au niveau de sa tête. Il est expulsé du match ce qui lui vaut ensuite une suspension de huit matchs par le département de la sécurité de la LNH. Les Blues profitent de cet avantage numérique pour reprendre espoir et revenir au score par Brayden Schenn. MacKinnon redonne deux buts d'avance à l'Avalanche à 5 minutes du terme mais Saint-Louis réplique 15 secondes plus tard pour revenir à un but d'écart. En fin de match, les Blues sortent leur gardien pour tenter de revenir au score mais Colorado en profite par Brandon Saad puis par MacKinnon, qui marque son premier coup du chapeau en séries éliminatoires, pour assurer la victoire et mener 2 matchs à 0.
Les deux rencontres suivantes sont jouées à Saint-Louis devant 9 000 spectateurs. Malgré l'apport du public, les Blues s'inclinent lourdement 5-1 lors du troisième match de la série. Après une première période sans but, Ryan Graves ouvre la marque pour l'Avalanche en sortant du banc de pénalités en début de deuxième tiers-temps. Alex Newhook double l'avance de son équipe en inscrivant le premier but de sa carrière dans la LNH puis Tyson Jost donne trois buts d'avance au Colorado avant que Tyler Bozak ne réduise la marque en infériorité numérique pour les Blues. La troisième période voit l'Avalanche marquer deux nouveaux buts par Saad puis par J.T. Compher et est à une victoire de la qualification pour le deuxième tour. La quatrième rencontre commence également avec une première période sans but et les Blues sont les premiers à marquer grâce à Vladimir Tarassenko après 24 minutes de jeu. Mais l'Avalanche reprend les devants, d'abord par Saad en avantage numérique, puis par Landeskog et Rantanen pour mener 3-1 après 40 minutes de jeu. Tarassenko marque son deuxième but du match pour redonner espoir à son équipe qui, bien qu'en infériorité numérique, tente de revenir au score et sort son gardien en fin de match. L'Avalanche en profite pour marquer à deux reprises et remporter la rencontre 5-2 pour être la première équipe qualifiée pour le tour suivant. Cette série voit l'Avalanche dominer les Blues 20 buts contre 7 et n'être menée qu'un peu plus de sept minutes sur l'ensemble des rencontres. Les Blues sont éliminés pour la première fois en quatre matchs secs depuis 2012 alors que l'Avalanche n'avait pas réussi à le faire depuis 2001.
| 17 mai | Colorado | 4-1 (1-0, 0-1, 3-0) | Saint-Louis | Ball Arena 7 741 spectateurs |

| Feuille de match | Feuille de match | Feuille de match    | Feuille de match                         | Feuille de match                                                         |
| ---------------- | --- | ------------------- | ---------------------------------------- | ------------------------------------------------------------------------ |
|                  | Makar (Rantanen) — 15 min 15 s (SN) MacKinnon (Rantanen, Landeskog) — 40 min 30 s Landeskog (MacKinnon, Girard) — 48 min 30 s MacKinnon (Landeskog) — 59 min 20 s (CV) | 1-0 1-1 2-1 3-1 4-1 | Kyrou (Barbachiov, Thomas) — 36 min 31 s | Arbitrage : Francis Charron, Jon McIsaac Bryan Pancich, Shandor Alphonso |
| Grubauer         | Gardiens | Binnington          |                                          | Arbitrage : Francis Charron, Jon McIsaac Bryan Pancich, Shandor Alphonso |
| 9 min            | Pénalités | 11 min              |                                          | Arbitrage : Francis Charron, Jon McIsaac Bryan Pancich, Shandor Alphonso |
| 50               | Tirs | 23                  |                                          | Arbitrage : Francis Charron, Jon McIsaac Bryan Pancich, Shandor Alphonso |

| 19 mai | Colorado | 6-3 (2-0, 1-1, 3-2) | Saint-Louis | Ball Arena 7 739 spectateurs |

| Feuille de match | Feuille de match | Feuille de match                    | Feuille de match | Feuille de match                                                         |
| ---------------- | --- | ----------------------------------- | --- | ------------------------------------------------------------------------ |
|                  | Donskoi (Graves, Kadri) — 35 s MacKinnon (Makar, Donskoi) — 18 min 5 s (SN) Donskoi (MacKinnon, Rantanen) — 23 min 14 s (SN) MacKinnon (Toews, Landeskog) — 55 min 25 s Saad (Jost, Toews) — 57 min 51 s (CV) MacKinnon (Rantanen, Landeskog) — 59 min 48 s (CV) | 1-0 2-0 3-0 3-1 3-2 4-2 4-3 5-3 6-3 | Blais (Clifford, Krug) — 36 min 17 s Schenn (Mikkola, Krug) — 50 min 7 s (SN) Hoffman (Mikkola, Thomas) — 55 min 40 s | Arbitrage : Jon McIsaac, Francis Charron Shandor Alphonso, Bryan Pancich |
| Grubauer         | Gardiens | Binnington                          | | Arbitrage : Jon McIsaac, Francis Charron Shandor Alphonso, Bryan Pancich |
| 10 min           | Pénalités | 4 min                               | | Arbitrage : Jon McIsaac, Francis Charron Shandor Alphonso, Bryan Pancich |
| 35               | Tirs | 35                                  | | Arbitrage : Jon McIsaac, Francis Charron Shandor Alphonso, Bryan Pancich |

| 21 mai | Saint-Louis | 1-5 (0-0, 1-3, 0-2) | Colorado | Enterprise Center 9 000 spectateurs |

| Feuille de match | Feuille de match                             | Feuille de match        | Feuille de match | Feuille de match                                            |
| ---------------- | -------------------------------------------- | ----------------------- | --- | ----------------------------------------------------------- |
|                  | Bozak (O'Reilly, Parayko) — 36 min 17 s (IN) | 0-1 0-2 0-3 1-3 1-4 1-5 | Graves — 21 min 57 s Newhook (Graves, Nitchouchkine) — 32 min 37 s Jost (Rantanen, Landeskog) — 36 min 8 s Saad (Burakovsky, Söderberg) — 53 min 42 s Compher (Graves, Bellemare) — 59 min 6 s (CV) | Arbitrage : Chris Lee, Jean Hebert Devin Berg, Vaughan Rody |
| Binnington       | Gardiens                                     | Grubauer                | | Arbitrage : Chris Lee, Jean Hebert Devin Berg, Vaughan Rody |
| 10 min           | Pénalités                                    | 8 min                   | | Arbitrage : Chris Lee, Jean Hebert Devin Berg, Vaughan Rody |
| 32               | Tirs                                         | 26                      | | Arbitrage : Chris Lee, Jean Hebert Devin Berg, Vaughan Rody |

| 23 mai | Saint-Louis | 2-5 (0-0, 1-2, 1-3) | Colorado | Enterprise Center 9 000 spectateurs |

| Feuille de match | Feuille de match                                                                     | Feuille de match            | Feuille de match | Feuille de match                                                      |
| ---------------- | ------------------------------------------------------------------------------------ | --------------------------- | --- | --------------------------------------------------------------------- |
|                  | Tarassenko (O'Reilly) — 24 min 25 s Tarassenko (Thomas, O'Reilly) — 48 min 39 s (SN) | 1-0 1-1 1-2 1-3 2-3 2-4 2-5 | Saad (Makar, Grubauer) — 31 min 37 s (SN) Landeskog (Girard, Rantanen) — 34 min 53 s Rantanen (MacKinnon, Landeskog) — 44 min 20 s MacKinnon — 59 min 4 s (SN + CV) Nitchouchkine — 59 min 54 s (SN + CV) | Arbitrage : Frederick L'Ecuyer, Wes McCauley Devin Berg, Vaughan Rody |
| Binnington       | Gardiens                                                                             | Grubauer                    | | Arbitrage : Frederick L'Ecuyer, Wes McCauley Devin Berg, Vaughan Rody |
| 8 min            | Pénalités                                                                            | 6 min                       | | Arbitrage : Frederick L'Ecuyer, Wes McCauley Devin Berg, Vaughan Rody |
| 20               | Tirs                                                                                 | 34                          | | Arbitrage : Frederick L'Ecuyer, Wes McCauley Devin Berg, Vaughan Rody |

##### Las Vegas contre Minnesota
La deuxième série de la division Ouest voit l'opposition entre les Golden Knights de Vegas et le Wild du Minnesota, respectivement deuxième et troisième équipe de la division. Comme dans d'autres divisions, c'est la première fois que les deux équipes se rencontrent lors des séries éliminatoires, les joueurs de Vegas jouant les séries pour la cinquième fois en autant d'année depuis leur création en 2017. Ils finissent cette saison régulière avec autant de points que la meilleure formation de la LNH, l'Avalanche du Colorado, et ne doivent cette deuxième place qu'à une différence du nombre de victoires lors du temps réglementaire. Malgré tout, entre les deux équipes, ce sont les joueurs du Wild qui ont remporté le plus de victoires au cours de la saison régulière avec cinq victoires et trois défaites dont deux en prolongation. Les deux dernières rencontres entre les deux équipes se sont soldées par une victoire de chaque côté et avec un seul but de différence à chaque fois. Les joueurs de Vegas comptent offensivement sur Mark Stone, leur capitaine, douzième pointeur de la saison régulière ainsi que sur les gardiens Marc-André Fleury et Robin Lehner, récipiendaires du trophée William-M.-Jennings en tant que gardiens de l'équipe ayant accordé le moins de buts (124). Au sein de l'équipe du Minnesota, la menace principale s'appelle Kirill Kaprizov, jeune joueur russe de 24 ans, meilleur pointeur et buteur des recrues de la LNH avec 51 points dont 27 buts.
La première confrontation en série entre les deux équipes est jouée le 16 mai sur la glace des Golden Knights et ce sont les gardiens qui s'illustrent au cours de ce match : Fleury arrête 30 lancers et à l'autre bout de la patinoire, le gardien du Wild, Cameron Talbot fait face à 42 lancers. Après 60 minutes sans buts, il faut attendre la 3e minute des prolongations pour voir la victoire du Wild : à la suite d'un engagement remporté par les joueurs de Vegas, ces derniers ne parviennent pas à dégager le palet proprement, Joel Eriksson Ek en profite pour faire un lancer qui est dévidé par le patin d'Alec Martinez et passe entre les jambières de Fleury. Le deuxième match part sur les mêmes bases puisque les deux gardiens arrêtent tous les lancers qu'ils reçoivent lors des 20 premières minutes, dont 17 arrêts pour Fleury. Finalement, un peu après la moitié du temps réglementaire, Fleury laisse passer le premier but de la soirée mais 18 secondes plus tard, les joueurs de Vegas reviennent au score par l'intermédiaire de Jonathan Marchessault puis cinq minutes après Alex Tuch reçoit un palet de derrière les buts par Mattias Janmark et trompe pour la deuxième fois du match Talbot. Tuch inscrit un troisième but pour Vegas dans la dernière minute de jeu, une nouvelle fois en reprenant une passe de derrière les buts de Talbot. Vegas remporte le match 3-1 et revient à égalité dans la série.
Le troisième match de la série se joue sur la glace du Wild dans la Xcel Energy Center et les joueurs locaux marquent deux buts dans les 10 premières minutes du match alors que Talbot ne reçoit que 4 lancers de Vegas lors du premier tiers temps. Le capitaine des Golden Knights ouvre le compteur de son équipe à la 28e minute puis deux nouveaux buts sont marqués par les visiteurs avant la fin du tiers-temps. Ces derniers tirent au but à 22 reprises lors de cette période et ils ajoutent deux nouveaux buts dans les trois dernières minutes de jeu pour une victoire 5 à 2.
| 16 mai | Las Vegas | 0-1 (pr) (0-0, 0-0, 0-0, 0-1) | Minnesota | T-Mobile Arena 8 683 spectateurs |

| Feuille de match | Feuille de match | Feuille de match | Feuille de match                              | Feuille de match                                                       |
| ---------------- | ---------------- | ---------------- | --------------------------------------------- | ---------------------------------------------------------------------- |
|                  |                  | 0-1              | Eriksson Ek (Foligno, Greenway) — 63 min 20 s | Arbitrage : Frederick L'Ecuyer, Wes McCauley Bevan Mills, Jonny Murray |
| Fleury           | Gardiens         | Talbot           |                                               | Arbitrage : Frederick L'Ecuyer, Wes McCauley Bevan Mills, Jonny Murray |
| 4 min            | Pénalités        | 6 min            |                                               | Arbitrage : Frederick L'Ecuyer, Wes McCauley Bevan Mills, Jonny Murray |
| 42               | Tirs             | 30               |                                               | Arbitrage : Frederick L'Ecuyer, Wes McCauley Bevan Mills, Jonny Murray |

| 18 mai | Las Vegas | 3-1 (0-0, 2-1, 1-0) | Minnesota | T-Mobile Arena 8 683 spectateurs |

| Feuille de match | Feuille de match | Feuille de match | Feuille de match            | Feuille de match                                                              |
| ---------------- | --- | ---------------- | --------------------------- | ----------------------------------------------------------------------------- |
|                  | Marchessault (Smith, Karlsson) — 32 min 25 s Tuch (Janmark, Pietrangelo) — 37 min 19 s Tuch (Stephenson, Stone) — 59 min 7 s (SN) | 0-1 1-1 2-1 3-1  | Dumba (Brodin) — 32 min 7 s | Arbitrage : Francois StLaurent, Frederick L'Ecuyer Jonny Murray, Andrew Smith |
| Fleury           | Gardiens | Talbot           |                             | Arbitrage : Francois StLaurent, Frederick L'Ecuyer Jonny Murray, Andrew Smith |
| 4 min            | Pénalités | 6 min            |                             | Arbitrage : Francois StLaurent, Frederick L'Ecuyer Jonny Murray, Andrew Smith |
| 28               | Tirs | 35               |                             | Arbitrage : Francois StLaurent, Frederick L'Ecuyer Jonny Murray, Andrew Smith |

| 20 mai | Minnesota | 2-5 (2-0, 0-3, 0-2) | Las Vegas | Xcel Energy Center 4 500 spectateurs |

| Feuille de match | Feuille de match                                                          | Feuille de match            | Feuille de match | Feuille de match                                                          |
| ---------------- | ------------------------------------------------------------------------- | --------------------------- | --- | ------------------------------------------------------------------------- |
|                  | Hartman (Kaprizov) — 2 min 16 s Eriksson Ek (Foligno, Dumba) — 8 min 30 s | 1-0 2-0 2-1 2-2 2-3 2-4 2-5 | Stone (Stephenson, McNabb) — 28 min 39 s Brown (Holden, Carrier) — 35 min 19 s Smith (Holden, Karlsson) — 37 min 33 s Karlsson (Smith, Fleury) — 57 min 36 s Stone — 59 min 1 s (CV) | Arbitrage : Wes McCauley, Francois StLaurent Ryan Gibbons, Libor Suchanek |
| Talbot           | Gardiens                                                                  | Fleury                      | | Arbitrage : Wes McCauley, Francois StLaurent Ryan Gibbons, Libor Suchanek |
| 10 min           | Pénalités                                                                 | 4 min                       | | Arbitrage : Wes McCauley, Francois StLaurent Ryan Gibbons, Libor Suchanek |
| 16               | Tirs                                                                      | 40                          | | Arbitrage : Wes McCauley, Francois StLaurent Ryan Gibbons, Libor Suchanek |

| 22 mai | Minnesota | 0-4 (0-1, 0-2, 0-1) | Las Vegas | Xcel Energy Center 4 500 spectateurs |

| Feuille de match | Feuille de match | Feuille de match | Feuille de match | Feuille de match                                                   |
| ---------------- | ---------------- | ---------------- | --- | ------------------------------------------------------------------ |
|                  |                  | 0-1 0-2 0-3 0-4  | Roy (Kolesar) — 10 min 37 s Tuch (Stephenson, Whitecloud) — 29 min 8 s Stone — 33 min 41 s (IN) Roy (Janmark, Kolesar) — 58 min 32 s (CV) | Arbitrage : Dan O'Rourke, Kyle Rehman Libor Suchanek, Ryan Gibbons |
| Talbot           | Gardiens         | Fleury           | | Arbitrage : Dan O'Rourke, Kyle Rehman Libor Suchanek, Ryan Gibbons |
| 2 min            | Pénalités        | 6 min            | | Arbitrage : Dan O'Rourke, Kyle Rehman Libor Suchanek, Ryan Gibbons |
| 35               | Tirs             | 18               | | Arbitrage : Dan O'Rourke, Kyle Rehman Libor Suchanek, Ryan Gibbons |

| 24 mai | Las Vegas | 2-4 (1-3, 1-0, 0-1) | Minnesota | T-Mobile Arena 12 156 spectateurs |

| Feuille de match | Feuille de match                                                                     | Feuille de match        | Feuille de match | Feuille de match                                                     |
| ---------------- | ------------------------------------------------------------------------------------ | ----------------------- | --- | -------------------------------------------------------------------- |
|                  | Stone (Tuch, Holden) — 8 min 14 s Martinez (Pietrangelo, Janmark) — 29 min 43 s (SN) | 1-0 1-1 1-2 1-3 2-3 2-4 | Kaprizov (Zuccarello Aasen) — 9 min 6 s Parisé (Brodin, Dumba) — 11 min 57 s Greenway (Addison) — 16 min 34 s Sturm — 59 min 21 s (CV) | Arbitrage : Francis Charron, Jon McIsaac Michel Cormier, Tyson Baker |
| Fleury           | Gardiens                                                                             | Talbot                  | | Arbitrage : Francis Charron, Jon McIsaac Michel Cormier, Tyson Baker |
| 0 min            | Pénalités                                                                            | 4 min                   | | Arbitrage : Francis Charron, Jon McIsaac Michel Cormier, Tyson Baker |
| 40               | Tirs                                                                                 | 14                      | | Arbitrage : Francis Charron, Jon McIsaac Michel Cormier, Tyson Baker |

| 26 mai | Minnesota | 3-0 (0-0, 0-0, 3-0) | Las Vegas | Xcel Energy Center 4 500 spectateurs |

| Feuille de match | Feuille de match | Feuille de match | Feuille de match | Feuille de match                                                     |
| ---------------- | --- | ---------------- | ---------------- | -------------------------------------------------------------------- |
|                  | Hartman (Fiala, Parisé) — 44 min 21 s Fiala (Spurgeon, Zuccarello Aasen) — 49 min 35 s (SN) Bjugstad (Sturm, Spurgeon) — 55 min 17 s | 1-0 2-0 3-0      |                  | Arbitrage : Gord Dwyer, TJ Luxmore Michel Cormier, Brandon Gawryletz |
| Talbot           | Gardiens | Fleury           |                  | Arbitrage : Gord Dwyer, TJ Luxmore Michel Cormier, Brandon Gawryletz |
| 9 min            | Pénalités | 9 min            |                  | Arbitrage : Gord Dwyer, TJ Luxmore Michel Cormier, Brandon Gawryletz |
| 24               | Tirs | 23               |                  | Arbitrage : Gord Dwyer, TJ Luxmore Michel Cormier, Brandon Gawryletz |

| 28 mai | Las Vegas | 6-2 (1-1, 3-1, 2-0) | Minnesota | T-Mobile Arena 12 156 spectateurs |

| Feuille de match | Feuille de match | Feuille de match                | Feuille de match                                                                                   | Feuille de match                                                     |
| ---------------- | --- | ------------------------------- | -------------------------------------------------------------------------------------------------- | -------------------------------------------------------------------- |
|                  | Janmark (Roy, Holden) — 5 min 9 s Hague (Karlsson) — 22 min 5 s Pacioretty (Stephenson, Theodore) — 27 min 44 s Whitecloud (Theodore, Stephenson) — 33 min 38 s Janmark (Roy) — 52 min 36 s Janmark (Tuch, Pietrangelo) — 56 min 53 s (CV) | 1-0 1-1 2-1 2-2 3-2 4-2 5-2 6-2 | Parisé (Eriksson Ek, Suter) — 16 min 49 s Kaprizov (Zuccarello Aasen, Spurgeon) — 24 min 35 s (SN) | Arbitrage : Gord Dwyer, Wes McCauley Matt MacPherson, Michel Cormier |
| Fleury           | Gardiens | Talbot                          | | Arbitrage : Gord Dwyer, Wes McCauley Matt MacPherson, Michel Cormier |
| 10 min           | Pénalités | 8 min                           | | Arbitrage : Gord Dwyer, Wes McCauley Matt MacPherson, Michel Cormier |
| 34               | Tirs | 20                              | | Arbitrage : Gord Dwyer, Wes McCauley Matt MacPherson, Michel Cormier |

### Deuxième tour

#### Caroline contre Tampa Bay
| 30 mai | Caroline | 1-2 (0-0, 0-1, 1-1) | Tampa Bay | PNC Arena 16 299 spectateurs |

| Feuille de match | Feuille de match                            | Feuille de match | Feuille de match                                                              | Feuille de match                                               |
| ---------------- | ------------------------------------------- | ---------------- | ----------------------------------------------------------------------------- | -------------------------------------------------------------- |
|                  | Bean (Svetchnikov, Fast) — 41 min 41 s (SN) | 0-1 1-1 1-2      | Point (Hedman, Koutcherov) — 28 min 15 s (SN) Goodrow (Coleman) — 52 min 39 s | Arbitrage : Chris Lee, Jean Hebert David Brisebois, Devin Berg |
| Nedeljkovic      | Gardiens                                    | Vassilevski      |                                                                               | Arbitrage : Chris Lee, Jean Hebert David Brisebois, Devin Berg |
| 6 min            | Pénalités                                   | 10 min           |                                                                               | Arbitrage : Chris Lee, Jean Hebert David Brisebois, Devin Berg |
| 38               | Tirs                                        | 30               |                                                                               | Arbitrage : Chris Lee, Jean Hebert David Brisebois, Devin Berg |

| 1er juin | Caroline | 1-2 (0-0, 0-1, 1-1) | Tampa Bay | PNC Arena 16 299 spectateurs |

| Feuille de match | Feuille de match                              | Feuille de match | Feuille de match                                                     | Feuille de match                                                      |
| ---------------- | --------------------------------------------- | ---------------- | -------------------------------------------------------------------- | --------------------------------------------------------------------- |
|                  | Svetchnikov (Staal, Teräväinen) — 58 min 30 s | 0-1 0-2 1-2      | Killorn (Stamkos) — 27 min 9 s Cirelli (Hedman, Černák) — 48 min 6 s | Arbitrage : Wes McCauley, Francis Charron Bryan Pancich, Andrew Smith |
| Nedeljkovic      | Gardiens                                      | Vassilevski      |                                                                      | Arbitrage : Wes McCauley, Francis Charron Bryan Pancich, Andrew Smith |
| 4 min            | Pénalités                                     | 4 min            |                                                                      | Arbitrage : Wes McCauley, Francis Charron Bryan Pancich, Andrew Smith |
| 32               | Tirs                                          | 15               |                                                                      | Arbitrage : Wes McCauley, Francis Charron Bryan Pancich, Andrew Smith |

| 3 juin | Tampa Bay | 2-3 (pr) (0-0, 2-2, 0-0, 0-1) | Caroline | Amalie Arena 13 544 spectateurs |

| Feuille de match | Feuille de match                                                                              | Feuille de match    | Feuille de match | Feuille de match                                                  |
| ---------------- | --------------------------------------------------------------------------------------------- | ------------------- | --- | ----------------------------------------------------------------- |
|                  | Point (Koutcherov, Stamkos) — 28 min 57 s (SN) Killorn (Koutcherov, Point) — 36 min 18 s (SN) | 0-1 0-2 1-2 2-2 2-3 | Pesce (Svetchnikov, Aho) — 25 min 15 s Aho (Teräväinen, Slavin) — 27 min 40 s Staal (Aho, Teräväinen) — 65 min 57 s (SN) | Arbitrage : Dan O'Rourke, Gord Dwyer Jonny Murray, Michel Cormier |
| Vassilevski      | Gardiens                                                                                      | Mrázek              | | Arbitrage : Dan O'Rourke, Gord Dwyer Jonny Murray, Michel Cormier |
| 4 min            | Pénalités                                                                                     | 6 min               | | Arbitrage : Dan O'Rourke, Gord Dwyer Jonny Murray, Michel Cormier |
| 37               | Tirs                                                                                          | 27                  | | Arbitrage : Dan O'Rourke, Gord Dwyer Jonny Murray, Michel Cormier |

| 5 juin | Tampa Bay | 6-4 (1-0, 4-4, 1-0) | Caroline | Amalie Arena 13 773 spectateurs |

| Feuille de match | Feuille de match | Feuille de match                        | Feuille de match | Feuille de match                                                    |
| ---------------- | --- | --------------------------------------- | --- | ------------------------------------------------------------------- |
|                  | Point (Palát, Černák) — 14 min 24 s Stamkos (Killorn, Point) — 29 min 54 s (SN) Koutcherov (Stamkos, Hedman) — 34 min 38 s (SN) Johnson (Colton, Maroon) — 37 min 10 s Stamkos (Koutcherov, Cirelli) — 39 min 37 s (SN) Koutcherov (Palát) — 46 min 1 s | 1-0 1-1 1-2 2-2 2-3 2-4 3-4 4-4 5-4 6-4 | Teräväinen (Staal, Svetchnikov) — 24 min 30 s Fast (Martinook, Slavin) — 25 min 9 s Hamilton (Aho, Svetchnikov) — 30 min 35 s Slavin (Paquette, Lorentz) — 32 min 41 s | Arbitrage : Eric Furlatt, Kevin Pollock Steve Barton, Scott Cherrey |
| Vassilevski      | Gardiens | Mrázek                                  | | Arbitrage : Eric Furlatt, Kevin Pollock Steve Barton, Scott Cherrey |
| 6 min            | Pénalités | 14 min                                  | | Arbitrage : Eric Furlatt, Kevin Pollock Steve Barton, Scott Cherrey |
| 26               | Tirs | 25                                      | | Arbitrage : Eric Furlatt, Kevin Pollock Steve Barton, Scott Cherrey |

| 8 juin | Caroline | 0-2 (0-0, 1-0, 1-0) | Tampa Bay | PNC Arena 16 299 spectateurs |

| Feuille de match | Feuille de match | Feuille de match | Feuille de match                                                  | Feuille de match                                                |
| ---------------- | ---------------- | ---------------- | ----------------------------------------------------------------- | --------------------------------------------------------------- |
|                  |                  | 1-0 2-0          | Point (Killorn, Koutcherov) — 24 min 6 s (SN) Colton — 49 min 4 s | Arbitrage : Chris Lee, Wes McCauley Mark Shewchyk, Jonny Murray |
| Nedeljkovic      | Gardiens         | Vassilevski      |                                                                   | Arbitrage : Chris Lee, Wes McCauley Mark Shewchyk, Jonny Murray |
| 8 min            | Pénalités        | 10 min           |                                                                   | Arbitrage : Chris Lee, Wes McCauley Mark Shewchyk, Jonny Murray |
| 29               | Tirs             | 25               |                                                                   | Arbitrage : Chris Lee, Wes McCauley Mark Shewchyk, Jonny Murray |

#### Boston contre New York
Lors du premier tour de la division Est, les deux équipes les moins bien classées ont éliminé les deux premières formations. Cette série voit dopnc l'opposition entre les Bruins de Boston, vainqueurs en 5 matchs des Capitals, et les Islanders de New York qui ont battu en six matchs les joueurs de Pittsburgh. C'est la troisième fois que les deux équipes se rencontrent en séries, la dernière confrontation datant de 1983 et les deux séries précédentes ayant tourné à l'avantage des joueurs de Long Island. De même au cours de la saison régulière, les Islanders l'ont emporté 5 fois sur les Bruins. 
| 29 mai | Boston | 5-2 (1-1, 1-1, 3-0) | New York | TD Garden 17 400 spectateurs |

| Feuille de match | Feuille de match | Feuille de match            | Feuille de match                                                                       | Feuille de match                                                            |
| ---------------- | --- | --------------------------- | -------------------------------------------------------------------------------------- | --------------------------------------------------------------------------- |
|                  | Pastrňák (Krejčí, Bergeron) — 19 min 36 s (SN) Pastrňák (Bergeron, Marchand) — 31 min 8 s McAvoy (Krejčí) — 46 min 20 s Pastrňák — 55 min 50 s Hall (Krejčí, Reilly) — 58 min 35 s (SN + CV) | 0-1 1-1 2-1 2-2 3-2 4-2 5-2 | Beauvillier (Dobson, Eberle) — 11 min 48 s (SN) Pelech (Eberle, Komarov) — 32 min 34 s | Arbitrage : Francois StLaurent, Francis Charron Bryan Pancich, Andrew Smith |
| Rask             | Gardiens | Sorokine                    |                                                                                        | Arbitrage : Francois StLaurent, Francis Charron Bryan Pancich, Andrew Smith |
| 6 min            | Pénalités | 4 min                       |                                                                                        | Arbitrage : Francois StLaurent, Francis Charron Bryan Pancich, Andrew Smith |
| 40               | Tirs | 22                          |                                                                                        | Arbitrage : Francois StLaurent, Francis Charron Bryan Pancich, Andrew Smith |

| 31 mai | Boston | 3-4 (pr) (1-0, 0-3, 2-0, 0-1) | New York | TD Garden 17 400 spectateurs |

| Feuille de match | Feuille de match | Feuille de match            | Feuille de match | Feuille de match                                                     |
| ---------------- | --- | --------------------------- | --- | -------------------------------------------------------------------- |
|                  | Coyle (Ritchie, Kuhlman) — 2 min 38 s Bergeron (Marchand, Pastrňák) — 50 min 34 s Marchand (McAvoy) — 55 min 6 s (SN) | 1-0 1-1 1-2 1-3 2-3 3-3 3-4 | Bailey (Palmieri, Nelson) — 26 min 52 s (SN) Palmieri (Leddy, Pageau) — 31 min Pageau (Beauvillier, Barzal) — 37 min 21 s (SN) Cizikas — 74 min 48 s | Arbitrage : Dan O'Rourke, Gord Dwyer Michel Cormier, Matt MacPherson |
| Rask             | Gardiens | Varlamov                    | | Arbitrage : Dan O'Rourke, Gord Dwyer Michel Cormier, Matt MacPherson |
| 1 min            | Pénalités | 8 min                       | | Arbitrage : Dan O'Rourke, Gord Dwyer Michel Cormier, Matt MacPherson |
| 42               | Tirs | 39                          | | Arbitrage : Dan O'Rourke, Gord Dwyer Michel Cormier, Matt MacPherson |

| 3 juin | New York | 1-2 (pr) (0-1, 0-0, 1-0, 0-1) | Boston | Nassau Coliseum 12 000 spectateurs |

| Feuille de match | Feuille de match                        | Feuille de match | Feuille de match                                                              | Feuille de match                                                         |
| ---------------- | --------------------------------------- | ---------------- | ----------------------------------------------------------------------------- | ------------------------------------------------------------------------ |
|                  | Barzal (Palmieri, Pulock) — 54 min 34 s | 0-1 1-1 1-2      | Smith (Hall, Grzelcyk) — 5 min 52 s Marchand (McAvoy, Bergeron) — 63 min 36 s | Arbitrage : Brian Pochmara, Kelly Sutherland Mark Shewchyk, Ryan Gibbons |
| Varlamov         | Gardiens                                | Rask             |                                                                               | Arbitrage : Brian Pochmara, Kelly Sutherland Mark Shewchyk, Ryan Gibbons |
| 4 min            | Pénalités                               | 6 min            |                                                                               | Arbitrage : Brian Pochmara, Kelly Sutherland Mark Shewchyk, Ryan Gibbons |
| 29               | Tirs                                    | 41               |                                                                               | Arbitrage : Brian Pochmara, Kelly Sutherland Mark Shewchyk, Ryan Gibbons |

| 5 juin | New York | 4-1 (0-0, 1-1, 3-0) | Boston | Nassau Coliseum 12 000 spectateurs |

| Feuille de match | Feuille de match | Feuille de match    | Feuille de match                               | Feuille de match                                               |
| ---------------- | --- | ------------------- | ---------------------------------------------- | -------------------------------------------------------------- |
|                  | Palmieri (Barzal, Eberle) — 26 min 38 s Barzal (Mayfield, Dobson) — 53 min 3 s Cizikas (Clutterbuck) — 58 min 57 s (CV) Pageau (Komarov) — 59 min 57 s (CV) | 0-1 1-1 2-1 3-1 4-1 | Krejčí (Marchand, Pastrňák) — 23 min 57 s (SN) | Arbitrage : Jean Hebert, Chris Lee Andrew Smith, Bryan Pancich |
| Varlamov         | Gardiens | Rask                |                                                | Arbitrage : Jean Hebert, Chris Lee Andrew Smith, Bryan Pancich |
| 16 min           | Pénalités | 14 min              |                                                | Arbitrage : Jean Hebert, Chris Lee Andrew Smith, Bryan Pancich |
| 34               | Tirs | 29                  |                                                | Arbitrage : Jean Hebert, Chris Lee Andrew Smith, Bryan Pancich |

| 7 juin | Boston | 4-5 (1-1, 1-3, 2-1) | New York | TD Garden 17 400 spectateurs |

| Feuille de match                    | Feuille de match | Feuille de match                    | Feuille de match | Feuille de match                                                            |
| ----------------------------------- | --- | ----------------------------------- | --- | --------------------------------------------------------------------------- |
|                                     | Pastrňák (McAvoy, Marchand) — 1 min 25 s Marchand (Pastrňák, McAvoy) — 27 min 27 s Pastrňák (McAvoy, Bergeron) — 43 min 48 s (SN) Krejčí (Smith, Reilly) — 54 min 43 s | 1-0 1-1 1-2 2-2 2-3 2-4 2-5 3-5 4-5 | Barzal (Dobson, Eberle) — 18 min 49 s (SN) Palmieri (Bailey, Leddy) — 24 min 49 s (SN) Bailey (Pageau, Beauvillier) — 34 min 30 s Eberle (Barzal, Dobson) — 36 min 38 s (SN) Nelson (Beauvillier, Pelech) — 41 min 59 s | Arbitrage : Francis Charron, Francois StLaurent Devin Berg, David Brisebois |
| Rask (40 min) Swayman (18 min 34 s) | Gardiens | Varlamov                            | | Arbitrage : Francis Charron, Francois StLaurent Devin Berg, David Brisebois |
| 8 min                               | Pénalités | 4 min                               | | Arbitrage : Francis Charron, Francois StLaurent Devin Berg, David Brisebois |
| 44                                  | Tirs | 19                                  | | Arbitrage : Francis Charron, Francois StLaurent Devin Berg, David Brisebois |

| 9 juin | New York | 6-2 (1-1, 3-0, 2-1) | Boston | Nassau Coliseum 12 000 spectateurs |

| Feuille de match | Feuille de match | Feuille de match                | Feuille de match                                                                            | Feuille de match                                                 |
| ---------------- | --- | ------------------------------- | ------------------------------------------------------------------------------------------- | ---------------------------------------------------------------- |
|                  | Zajac (Dobson, Pageau) — 8 min 52 s Nelson (Bailey, Leddy) — 25 min 20 s Nelson (Bailey) — 32 min 39 s Palmieri — 36 min 7 s Clutterbuck (Pageau, Cizikas) — 59 min 1 s (CV) Pulock — 59 min 12 s (CV) | 1-0 1-1 2-1 3-1 4-1 4-2 5-2 6-2 | Marchand (Pastrňák, Krejčí) — 17 min 36 s (SN) Marchand (Krejčí, McAvoy) — 45 min 38 s (SN) | Arbitrage : Gord Dwyer, Dan O'Rourke Bryan Pancich, Andrew Smith |
| Varlamov         | Gardiens | Rask                            |                                                                                             | Arbitrage : Gord Dwyer, Dan O'Rourke Bryan Pancich, Andrew Smith |
| 6 min            | Pénalités | 2 min                           |                                                                                             | Arbitrage : Gord Dwyer, Dan O'Rourke Bryan Pancich, Andrew Smith |
| 29               | Tirs | 25                              |                                                                                             | Arbitrage : Gord Dwyer, Dan O'Rourke Bryan Pancich, Andrew Smith |

#### Winnipeg contre Montréal
Les troisième et quatrième équipes en saison régulière de la division Nord s'affrontent au deuxième tour après avoir chacune battu le favori de la précédente série : les Jets de Winnipeg en seulement quatre matchs et les Canadiens après avoir été menés trois matchs à un puis avoir remporté les trois matchs suivants. Les deux équipes se rencontrent pour la première fois en série de leur histoire commune. Lors de la saison régulière, les Jets ont dominé les Canadiens 6 victoires contre 3. Au tour précédent, elles ont compté sur leur défense : Winnipeg n'a accordé que 8 buts en quatre matchs alors que Montréal a limité les deux meilleurs pointeurs de Toronto à 1 but à eux deux. 
| 2 juin | Winnipeg | 3-5 (1-3, 0-0, 2-2) | Montréal | Bell MTS Place |

| Feuille de match | Feuille de match                                                                                        | Feuille de match                | Feuille de match | Feuille de match                                                  |
| ---------------- | --- | ------------------------------- | --- | ----------------------------------------------------------------- |
|                  | Lowry — 11 min 52 s (IN) Forbort (Dubois, Morrissey) — 49 min 22 s Connor (Ehlers, Pionk) — 58 min 18 s | 0-1 0-2 1-2 1-3 2-3 2-4 3-4 3-5 | Kotkaniemi (Petry, Gustafsson) — 3 min 30 s Staal (Perry, Edmundson) — 5 min 10 s Suzuki (Edmundson, Caufield) — 17 min 14 s Gallagher (Weber, Petry) — 51 min 4 s (SN) Evans (Toffoli, Staal) — 59 min 3 s (CV) | Arbitrage : Eric Furlatt, Brad Meier Steve Barton, Kiel Murchison |
| Hellebuyck       | Gardiens                                                                                                | Price                           | | Arbitrage : Eric Furlatt, Brad Meier Steve Barton, Kiel Murchison |
| 21 min           | Pénalités                                                                                               | 6 min                           | | Arbitrage : Eric Furlatt, Brad Meier Steve Barton, Kiel Murchison |
| 30               | Tirs | 33                              | | Arbitrage : Eric Furlatt, Brad Meier Steve Barton, Kiel Murchison |

| 4 juin | Winnipeg | 0-1 (0-0, 0-1, 0-0) | Montréal | Bell MTS Place |

| Feuille de match | Feuille de match | Feuille de match | Feuille de match                             | Feuille de match                                                    |
| ---------------- | ---------------- | ---------------- | -------------------------------------------- | ------------------------------------------------------------------- |
|                  |                  | 0-1              | Toffoli (Weber, Lehkonen) — 21 min 41 s (IN) | Arbitrage : Eric Furlatt, Kevin Pollock Steve Barton, Scott Cherrey |
| Hellebuyck       | Gardiens         | Price            |                                              | Arbitrage : Eric Furlatt, Kevin Pollock Steve Barton, Scott Cherrey |
| 2 min            | Pénalités        | 4 min            |                                              | Arbitrage : Eric Furlatt, Kevin Pollock Steve Barton, Scott Cherrey |
| 30               | Tirs             | 24               |                                              | Arbitrage : Eric Furlatt, Kevin Pollock Steve Barton, Scott Cherrey |

| 6 juin | Montréal | 5-1 (1-0, 2-1, 2-0) | Winnipeg | Centre Bell 2 500 spectateurs |

| Feuille de match | Feuille de match | Feuille de match        | Feuille de match                          | Feuille de match                                                    |
| ---------------- | --- | ----------------------- | ----------------------------------------- | ------------------------------------------------------------------- |
|                  | Perry (Staal, Armia) — 4 min 45 s Lehkonen (Danault, Gallagher) — 29 min 24 s Armia — 33 min 41 s (IN) Suzuki (Caufield, Toffoli) — 48 min 52 s (SN) Armia (Edmundson, Weber) — 56 min 42 s (IN + CV) | 1-0 2-0 3-0 3-1 4-1 5-1 | Lowry (Perreault, Appleton) — 37 min 51 s | Arbitrage : Kevin Pollock, Brad Meier Kiel Murchison, Scott Cherrey |
| Price            | Gardiens | Hellebuyck              |                                           | Arbitrage : Kevin Pollock, Brad Meier Kiel Murchison, Scott Cherrey |
| 4 min            | Pénalités | 10 min                  |                                           | Arbitrage : Kevin Pollock, Brad Meier Kiel Murchison, Scott Cherrey |
| 33               | Tirs | 27                      |                                           | Arbitrage : Kevin Pollock, Brad Meier Kiel Murchison, Scott Cherrey |

| 7 juin | Montréal | 3-2 (pr) (2-0, 0-2, 0-0, 1-0) | Winnipeg | Centre Bell 2 500 spectateurs |

| Feuille de match | Feuille de match | Feuille de match    | Feuille de match                                                              | Feuille de match                                                  |
| ---------------- | --- | ------------------- | ----------------------------------------------------------------------------- | ----------------------------------------------------------------- |
|                  | Gustafsson (Suzuki, Toffoli) — 8 min 1 s (SN) Lehkonen (Kulak, Gallagher) — 19 min 9 s Toffoli (Caufield, Suzuki) — 61 min 39 s | 1-0 2-0 2-1 2-2 3-2 | Stanley (Benn, Connor) — 21 min 40 s Stanley (Connor, Appleton) — 25 min 29 s | Arbitrage : Eric Furlatt, Brad Meier Steve Barton, Kiel Murchison |
| Price            | Gardiens | Hellebuyck          |                                                                               | Arbitrage : Eric Furlatt, Brad Meier Steve Barton, Kiel Murchison |
| 2 min            | Pénalités | 6 min               |                                                                               | Arbitrage : Eric Furlatt, Brad Meier Steve Barton, Kiel Murchison |
| 42               | Tirs | 16                  |                                                                               | Arbitrage : Eric Furlatt, Brad Meier Steve Barton, Kiel Murchison |

#### Colorado contre Las Vegas
Les deux meilleures équipes de la saison régulière, avec le même nombre de points, se rencontrent pour le titre de champion de la division Ouest. Lors du premier tour des séries, l'équipe du Colorado s'est imposée en quatre rencontres face à Saint-Louis alors que Las Vegas a eu besoin de sept matchs pour se défaire de Minnesota. Depuis le début des séries, MacKinnon, Landeskog et Rantanen sont les meilleurs pointeurs de l'Avalanche et Stone, Janmark et Stephenson ceux des Golden Knights. Il s'agit de la première confrontation au meilleur des 7 matchs en séries entre les deux équipes qui se sont toutefois affrontées une fois lors du tournoi de classement des séries 2020 avec une victoire en prolongation pour Las Vegas. Lors de la saison régulière, les franchises se sont rencontrées huit fois pour un bilan de quatre victoires chacune.
| 30 mai | Colorado | 7-1 (2-0, 4-1, 1-0) | Las Vegas | Ball Arena 10 489 spectateurs |

| Feuille de match | Feuille de match | Feuille de match                | Feuille de match                                  | Feuille de match                                                         |
| ---------------- | --- | ------------------------------- | ------------------------------------------------- | ------------------------------------------------------------------------ |
|                  | Rantanen (Toews, Makar) — 4 min 55 s Landeskog (Makar, Girard) — 10 min 13 s Saad (Nitchouchkine, Makar) — 21 min 4 s MacKinnon (Graves) — 24 min 3 s Landeskog (Rantanen, MacKinnon) — 34 min 23 s (SN) MacKinnon (Donskoi, Landeskog) — 37 min 5 s Makar (Jost, Burakovsky) — 55 min 49 s (SN) | 1-0 2-0 3-0 4-0 5-0 5-1 6-1 7-1 | Karlsson (Pacioretty, Marchessault) — 34 min 59 s | Arbitrage : Brian Pochmara, Kelly Sutherland Ryan Gibbons, Mark Shewchyk |
| Grubauer         | Gardiens | Lehner                          |                                                   | Arbitrage : Brian Pochmara, Kelly Sutherland Ryan Gibbons, Mark Shewchyk |
| 30 min           | Pénalités | 44 min                          |                                                   | Arbitrage : Brian Pochmara, Kelly Sutherland Ryan Gibbons, Mark Shewchyk |
| 37               | Tirs | 25                              |                                                   | Arbitrage : Brian Pochmara, Kelly Sutherland Ryan Gibbons, Mark Shewchyk |

| 2 juin | Colorado | 3-2 (pr) (2-1, 0-1, 0-0, 1-0) | Las Vegas | Ball Arena 10 491 spectateurs |

| Feuille de match | Feuille de match | Feuille de match    | Feuille de match                                                                               | Feuille de match                                               |
| ---------------- | --- | ------------------- | ---------------------------------------------------------------------------------------------- | -------------------------------------------------------------- |
|                  | Saad (Girard, Graves) — 3 min 39 s Jost (Girard, Toews) — 17 min 8 s (SN) Rantanen (MacKinnon, Makar) — 62 min 7 s (SN) | 1-0 1-1 2-1 2-2 3-2 | Martinez (Pacioretty, Theodore) — 9 min 32 s (SN) Smith (Marchessault, Theodore) — 30 min 28 s | Arbitrage : Jean Hebert, Chris Lee Devin Berg, David Brisebois |
| Grubauer         | Gardiens | Fleury              |                                                                                                | Arbitrage : Jean Hebert, Chris Lee Devin Berg, David Brisebois |
| 6 min            | Pénalités | 12 min              |                                                                                                | Arbitrage : Jean Hebert, Chris Lee Devin Berg, David Brisebois |
| 25               | Tirs | 41                  |                                                                                                | Arbitrage : Jean Hebert, Chris Lee Devin Berg, David Brisebois |

| 4 juin | Las Vegas | 3-2 (0-0, 1-1, 2-1) | Colorado | T-Mobile Arena 17 504 spectateurs |

| Feuille de match | Feuille de match | Feuille de match    | Feuille de match                                                                           | Feuille de match                                                         |
| ---------------- | --- | ------------------- | ------------------------------------------------------------------------------------------ | ------------------------------------------------------------------------ |
|                  | Karlsson (Pietrangelo, Martinez) — 24 min 38 s Marchessault (Smith, Hague) — 54 min 42 s Pacioretty (Holden, Stone) — 55 min 27 s | 1-0 1-1 1-2 2-2 3-2 | Söderberg (Bellemare, Sherwood) — 26 min 7 s Rantanen (Makar, Landeskog) — 45 min 4 s (SN) | Arbitrage : Francois StLaurent, Wes McCauley Devin Berg, David Brisebois |
| Fleury           | Gardiens | Grubauer            |                                                                                            | Arbitrage : Francois StLaurent, Wes McCauley Devin Berg, David Brisebois |
| 4 min            | Pénalités | 4 min               |                                                                                            | Arbitrage : Francois StLaurent, Wes McCauley Devin Berg, David Brisebois |
| 43               | Tirs | 20                  |                                                                                            | Arbitrage : Francois StLaurent, Wes McCauley Devin Berg, David Brisebois |

| 6 juin | Las Vegas | 5-1 (1-1, 2-0, 2-0) | Colorado | T-Mobile Arena 18 081 spectateurs |

| Feuille de match | Feuille de match | Feuille de match        | Feuille de match                        | Feuille de match                                                   |
| ---------------- | --- | ----------------------- | --------------------------------------- | ------------------------------------------------------------------ |
|                  | Marchessault (Karlsson) — 7 min 7 s Pacioretty (Stone, Whitecloud) — 21 min 11 s Marchessault (Pietrangelo, Karlsson) — 31 min 28 s (SN) Marchessault (Smith, Karlsson) — 46 min 1 s Brown (Reaves, Carrier) — 53 min 13 s | 0-1 1-1 2-1 3-1 4-1 5-1 | Saad (Compher, Burakovsky) — 1 min 50 s | Arbitrage : Dan O'Rourke, Gord Dwyer Matt MacPherson, Jonny Murray |
| Fleury           | Gardiens | Grubauer                |                                         | Arbitrage : Dan O'Rourke, Gord Dwyer Matt MacPherson, Jonny Murray |
| 6 min            | Pénalités | 10 min                  |                                         | Arbitrage : Dan O'Rourke, Gord Dwyer Matt MacPherson, Jonny Murray |
| 35               | Tirs | 18                      |                                         | Arbitrage : Dan O'Rourke, Gord Dwyer Matt MacPherson, Jonny Murray |

| 8 juin | Colorado | 2-3 (pr) (1-0, 1-0, 0-2, 0-1) | Las Vegas | Ball Arena 10 495 spectateurs |

| Feuille de match | Feuille de match                                                             | Feuille de match    | Feuille de match | Feuille de match                                                             |
| ---------------- | ---------------------------------------------------------------------------- | ------------------- | --- | ---------------------------------------------------------------------------- |
|                  | Saad (Toews, Rantanen) — 19 min 58 s Donskoi (Newhook, Nemeth) — 36 min 28 s | 1-0 2-0 2-1 2-2 2-3 | Tuch (Roy, Janmark) — 41 min 3 s Marchessault (Karlsson) — 44 min 7 s Stone (Pacioretty, Pietrangelo) — 60 min 50 s | Arbitrage : Kelly Sutherland, Brian Pochmara Michel Cormier, Matt MacPherson |
| Grubauer         | Gardiens                                                                     | Fleury              | | Arbitrage : Kelly Sutherland, Brian Pochmara Michel Cormier, Matt MacPherson |
| 2 min            | Pénalités                                                                    | 2 min               | | Arbitrage : Kelly Sutherland, Brian Pochmara Michel Cormier, Matt MacPherson |
| 30               | Tirs                                                                         | 25                  | | Arbitrage : Kelly Sutherland, Brian Pochmara Michel Cormier, Matt MacPherson |

| 10 juin | Las Vegas | 6-3 (2-1, 2-2, 2-0) | Colorado | T-Mobile Arena 18 149 spectateurs |

| Feuille de match | Feuille de match | Feuille de match                    | Feuille de match | Feuille de match                                                             |
| ---------------- | --- | ----------------------------------- | --- | ---------------------------------------------------------------------------- |
|                  | Holden (Smith, Roy) — 1 min 15 s Karlsson (Martinez) — 15 min 6 s Kolesar (Pietrangelo, Theodore) — 34 min 27 s Pietrangelo (Tuch, Pacioretty) — 39 min 42 s Carrier (Theodore, McNabb) — 51 min 46 s Pacioretty — 56 min 50 s (CV) | 0-1 1-1 2-1 2-2 3-2 3-3 4-3 5-3 6-3 | Toews (MacKinnon, Saad) — 23 s Rantanen (MacKinnon, Landeskog) — 23 min 47 s (SN) Burakovsky (Bellemare, Makar) — 36 min 52 s | Arbitrage : Francis Charron, Francois StLaurent Michel Cormier, Ryan Gibbons |
| Fleury           | Gardiens | Grubauer                            | | Arbitrage : Francis Charron, Francois StLaurent Michel Cormier, Ryan Gibbons |
| 2 min            | Pénalités | 2 min                               | | Arbitrage : Francis Charron, Francois StLaurent Michel Cormier, Ryan Gibbons |
| 23               | Tirs | 33                                  | | Arbitrage : Francis Charron, Francois StLaurent Michel Cormier, Ryan Gibbons |

### Demi-finales

#### Las Vegas contre Montréal
En raison de la pandémie de Covid-19, des règles strictes de quarantaine sont imposées par l'État canadien pour le franchissement de ses frontières. Ces règles ont conduit la LNH à adopter un format de séries où les équipes canadiennes étaient regroupées pour les deux premiers tours. Les Canadiens de Montréal étant la seule équipe canadienne présente en demi-finale de la Coupe Stanley, un aménagement est accordé par le Canada selon des règles strictes : les deux équipes doivent voyager en avion privé, subir des tests supplémentaires et être soumises à une bulle sanitaire.
Les Golden Knights sont largement favoris de la série après avoir terminé à la deuxième place de la saison régulière alors que les Canadiens sont la dernière équipe qualifiée ; Montréal n'a gagné que 24 matches en saison régulière contre 40 pour Las Vegas. Malgré tout, les deux équipes montrent des similitudes : Carey Price et Marc-André Fleury sont deux gardiens efficaces et aucun joueur des deux formations ne sort du lot. 
| 14 juin | Las Vegas | 4-1 (1-0, 2-1, 1-0) | Montréal | T-Mobile Arena 17 884 spectateurs |

| Feuille de match | Feuille de match | Feuille de match    | Feuille de match                            | Feuille de match                                                      |
| ---------------- | --- | ------------------- | ------------------------------------------- | --------------------------------------------------------------------- |
|                  | Theodore (McNabb, Stephenson) — 9 min 15 s Martinez (Theodore, Smith) — 22 min 18 s Janmark (Tuch, Whitecloud) — 32 min 58 s Holden (Smith, Karlsson) — 50 min 6 s | 1-0 2-0 2-1 3-1 4-1 | Caufield (Toffoli, Perry) — 32 min 5 s (SN) | Arbitrage : Francis Charron, Gord Dwyer Kiel Murchison, Scott Cherrey |
| Fleury           | Gardiens | Price               |                                             | Arbitrage : Francis Charron, Gord Dwyer Kiel Murchison, Scott Cherrey |
| 6 min            | Pénalités | 8 min               |                                             | Arbitrage : Francis Charron, Gord Dwyer Kiel Murchison, Scott Cherrey |
| 30               | Tirs | 29                  |                                             | Arbitrage : Francis Charron, Gord Dwyer Kiel Murchison, Scott Cherrey |

| 16 juin | Las Vegas | 2-3 (0-2, 1-1, 1-0) | Montréal | T-Mobile Arena 17 920 spectateurs |

| Feuille de match | Feuille de match                                                                       | Feuille de match    | Feuille de match | Feuille de match                                                      |
| ---------------- | -------------------------------------------------------------------------------------- | ------------------- | --- | --------------------------------------------------------------------- |
|                  | Pietrangelo (Kolesar) — 38 min 46 s Pietrangelo (Marchessault, Karlsson) — 54 min 46 s | 0-1 0-2 0-3 1-3 2-3 | Armia (Edmundson, Perry) — 6 min 12 s Toffoli (Caufield, Petry) — 16 min 30 s Byron (Kotkaniemi, Edmundson) — 37 min 45 s | Arbitrage : Francis Charron, Gord Dwyer Kiel Murchison, Scott Cherrey |
| Fleury           | Gardiens                                                                               | Price               | | Arbitrage : Francis Charron, Gord Dwyer Kiel Murchison, Scott Cherrey |
| 0 min            | Pénalités                                                                              | 4 min               | | Arbitrage : Francis Charron, Gord Dwyer Kiel Murchison, Scott Cherrey |
| 31               | Tirs                                                                                   | 23                  | | Arbitrage : Francis Charron, Gord Dwyer Kiel Murchison, Scott Cherrey |

| 18 juin | Montréal | 3-2 (pr) (0-0, 1-1, 1-1, 1-0) | Las Vegas | Centre Bell 3 500 spectateurs |

| Feuille de match | Feuille de match                                                                               | Feuille de match    | Feuille de match                                                | Feuille de match                                                |
| ---------------- | ---------------------------------------------------------------------------------------------- | ------------------- | --------------------------------------------------------------- | --------------------------------------------------------------- |
|                  | Caufield (Suzuki) — 23 min 54 s Anderson — 58 min 5 s Anderson (Byron, Lehkonen) — 72 min 53 s | 0-1 1-1 1-2 2-2 3-2 | Roy — 23 min 16 s Pietrangelo (Pacioretty, Nosek) — 42 min 22 s | Arbitrage : Chris Lee, Dan O'Rourke Bryan Pancich, Andrew Smith |
| Price            | Gardiens                                                                                       | Fleury              |                                                                 | Arbitrage : Chris Lee, Dan O'Rourke Bryan Pancich, Andrew Smith |
| 8 min            | Pénalités                                                                                      | 4 min               |                                                                 | Arbitrage : Chris Lee, Dan O'Rourke Bryan Pancich, Andrew Smith |
| 27               | Tirs                                                                                           | 45                  |                                                                 | Arbitrage : Chris Lee, Dan O'Rourke Bryan Pancich, Andrew Smith |

| 20 juin | Montréal | 1-2 (pr) (0-0, 1-0, 0-1, 0-1) | Las Vegas | Centre Bell 3 500 spectateurs |

| Feuille de match | Feuille de match             | Feuille de match | Feuille de match                                                               | Feuille de match                                                |
| ---------------- | ---------------------------- | ---------------- | ------------------------------------------------------------------------------ | --------------------------------------------------------------- |
|                  | Byron (Suzuki) — 38 min 55 s | 1-0 1-1 1-2      | McNabb (Karlsson, Theodore) — 50 min 37 s Roy (Pacioretty, Tuch) — 61 min 18 s | Arbitrage : Chris Lee, Dan O'Rourke Andrew Smith, Bryan Pancich |
| Price            | Gardiens                     | Lehner           |                                                                                | Arbitrage : Chris Lee, Dan O'Rourke Andrew Smith, Bryan Pancich |
| 4 min            | Pénalités                    | 4 min            |                                                                                | Arbitrage : Chris Lee, Dan O'Rourke Andrew Smith, Bryan Pancich |
| 28               | Tirs                         | 21               |                                                                                | Arbitrage : Chris Lee, Dan O'Rourke Andrew Smith, Bryan Pancich |

| 22 juin | Las Vegas | 1-4 (0-1, 0-2, 1-1) | Montréal | T-Mobile Arena 14 791 spectateurs |

| Feuille de match | Feuille de match              | Feuille de match    | Feuille de match | Feuille de match                                                         |
| ---------------- | ----------------------------- | ------------------- | --- | ------------------------------------------------------------------------ |
|                  | Pacioretty (Roy) — 44 min 9 s | 0-1 0-2 0-3 1-3 1-4 | Kotkaniemi (Anderson, Byron) — 8 min 45 s Staal (Suzuki, Toffoli) — 26 min 32 s Caufield (Perry, Suzuki) — 29 min 49 s (SN) Suzuki (Toffoli) — 58 min 54 s (CV) | Arbitrage : Eric Furlatt, Kelly Sutherland Jonny Murray, David Brisebois |
| Fleury           | Gardiens                      | Price               | | Arbitrage : Eric Furlatt, Kelly Sutherland Jonny Murray, David Brisebois |
| 4 min            | Pénalités                     | 4 min               | | Arbitrage : Eric Furlatt, Kelly Sutherland Jonny Murray, David Brisebois |
| 27               | Tirs                          | 26                  | | Arbitrage : Eric Furlatt, Kelly Sutherland Jonny Murray, David Brisebois |

| 24 juin | Montréal | 3-2 (pr) (1-1, 1-0, 0-1, 1-0) | Las Vegas | Centre Bell 3 500 spectateurs |

| Feuille de match | Feuille de match                                                                                              | Feuille de match    | Feuille de match                                                                       | Feuille de match                                                         |
| ---------------- | --- | ------------------- | -------------------------------------------------------------------------------------- | ------------------------------------------------------------------------ |
|                  | Weber — 14 min 6 s (SN) Caufield (Edmundson, Petry) — 29 min 36 s Lehkonen (Danault, Gallagher) — 61 min 39 s | 1-0 1-1 2-1 2-2 3-2 | Smith (Theodore, Karlsson) — 14 min 54 s Martinez (Pietrangelo, Karlsson) — 41 min 8 s | Arbitrage : Kelly Sutherland, Eric Furlatt David Brisebois, Jonny Murray |
| Price            | Gardiens | Lehner              |                                                                                        | Arbitrage : Kelly Sutherland, Eric Furlatt David Brisebois, Jonny Murray |
| 4 min            | Pénalités | 6 min               |                                                                                        | Arbitrage : Kelly Sutherland, Eric Furlatt David Brisebois, Jonny Murray |
| 32               | Tirs | 39                  |                                                                                        | Arbitrage : Kelly Sutherland, Eric Furlatt David Brisebois, Jonny Murray |

#### Tampa Bay contre New York
| 13 juin | Tampa Bay | 1-2 (0-0, 0-1, 1-1) | New York | Amalie Arena 14 513 spectateurs |

| Feuille de match | Feuille de match                         | Feuille de match | Feuille de match                                            | Feuille de match                                                         |
| ---------------- | ---------------------------------------- | ---------------- | ----------------------------------------------------------- | ------------------------------------------------------------------------ |
|                  | Point (Killorn, Koutcherov) — 59 min 6 s | 0-1 0-2 1-2      | Barzal (Bailey) — 32 min 32 s Pulock (Eberle) — 45 min 36 s | Arbitrage : Eric Furlatt, Kelly Sutherland David Brisebois, Jonny Murray |
| Vassilevski      | Gardiens                                 | Varlamov         |                                                             | Arbitrage : Eric Furlatt, Kelly Sutherland David Brisebois, Jonny Murray |
| 8 min            | Pénalités                                | 6 min            |                                                             | Arbitrage : Eric Furlatt, Kelly Sutherland David Brisebois, Jonny Murray |
| 31               | Tirs                                     | 31               |                                                             | Arbitrage : Eric Furlatt, Kelly Sutherland David Brisebois, Jonny Murray |

| 15 juin | Tampa Bay | 4-2 (1-1, 1-0, 2-1) | New York | Amalie Arena 14 771 spectateurs |

| Feuille de match | Feuille de match | Feuille de match                             | Feuille de match                                               | Feuille de match                                                          |
| ---------------- | --- | -------------------------------------------- | -------------------------------------------------------------- | ------------------------------------------------------------------------- |
|                  | Point (Koutcherov, Savard) — 8 min 58 s Palát (Koutcherov, Hedman) — 33 min 15 s Rutta (Goodrow, Coleman) — 42 min 16 s Hedman (Koutcherov, Stamkos) — 49 min 17 s (SN) | 1-0 1-1 2-1 3-1 4-1 4-2                      | Nelson — 13 min 30 s (SN) Barzal (Eberle, Leddy) — 56 min 44 s | Arbitrage : Dan O'Rourke, Francois StLaurent Ryan Gibbons, Michel Cormier |
| Vassilevski      | Gardiens | Varlamov (50 min 46 s) Sorokine (6 min 50 s) |                                                                | Arbitrage : Dan O'Rourke, Francois StLaurent Ryan Gibbons, Michel Cormier |
| 21 min           | Pénalités | 33 min                                       |                                                                | Arbitrage : Dan O'Rourke, Francois StLaurent Ryan Gibbons, Michel Cormier |
| 33               | Tirs | 26                                           |                                                                | Arbitrage : Dan O'Rourke, Francois StLaurent Ryan Gibbons, Michel Cormier |

| 17 juin | New York | 1-2 (1-0, 1-1, 0-0) | Tampa Bay | Nassau Coliseum 12 978 spectateurs |

| Feuille de match | Feuille de match                           | Feuille de match | Feuille de match                                                               | Feuille de match                                                         |
| ---------------- | ------------------------------------------ | ---------------- | ------------------------------------------------------------------------------ | ------------------------------------------------------------------------ |
|                  | Clutterbuck (Martin, Cizikas) — 37 min 1 s | 1-0 1-1 2-1      | Gourde (Coleman, Černák) — 10 min 5 s Point (Hedman, Koutcherov) — 39 min 40 s | Arbitrage : Kelly Sutherland, Eric Furlatt David Brisebois, Jonny Murray |
| Varlamov         | Gardiens                                   | Vassilevski      |                                                                                | Arbitrage : Kelly Sutherland, Eric Furlatt David Brisebois, Jonny Murray |
| 2 min            | Pénalités                                  | 2 min            |                                                                                | Arbitrage : Kelly Sutherland, Eric Furlatt David Brisebois, Jonny Murray |
| 28               | Tirs                                       | 25               |                                                                                | Arbitrage : Kelly Sutherland, Eric Furlatt David Brisebois, Jonny Murray |

| 19 juin | New York | 3-2 (0-0, 3-0, 0-2) | Tampa Bay | Nassau Coliseum 12 978 spectateurs |

| Feuille de match | Feuille de match | Feuille de match    | Feuille de match                                                                 | Feuille de match                                                              |
| ---------------- | --- | ------------------- | -------------------------------------------------------------------------------- | ----------------------------------------------------------------------------- |
|                  | Bailey (Nelson, Beauvillier) — 25 min 30 s Barzal (Clutterbuck, Pelech) — 33 min 46 s Martin (Clutterbuck, Pelech) — 37 min 57 s | 1-0 2-0 3-0 3-1 3-2 | Point (Palát, Černák) — 43 min 45 s Johnson (Koutcherov, McDonagh) — 46 min 43 s | Arbitrage : Francois StLaurent, Kelly Sutherland Michel Cormier, Ryan Gibbons |
| Varlamov         | Gardiens | Vassilevski         |                                                                                  | Arbitrage : Francois StLaurent, Kelly Sutherland Michel Cormier, Ryan Gibbons |
| 4 min            | Pénalités | 8 min               |                                                                                  | Arbitrage : Francois StLaurent, Kelly Sutherland Michel Cormier, Ryan Gibbons |
| 30               | Tirs | 30                  |                                                                                  | Arbitrage : Francois StLaurent, Kelly Sutherland Michel Cormier, Ryan Gibbons |

| 21 juin | Tampa Bay | 8-0 (3-0, 3-0, 2-0) | New York | Amalie Arena 14 791 spectateurs |

| Feuille de match | Feuille de match | Feuille de match                              | Feuille de match | Feuille de match                                                      |
| ---------------- | --- | --------------------------------------------- | ---------------- | --------------------------------------------------------------------- |
|                  | Stamkos (Killorn, Cirelli) — 45 s Gourde (Coleman) — 11 min 4 s Killorn (Savard) — 15 min 27 s Stamkos (Hedman, Koutcherov) — 25 min 42 s (SN) Palát (Savard, Koutcherov) — 35 min 43 s Killorn (Hedman, Point) — 37 min 53 s (SN) Point (Koutcherov, Stamkos) — 41 min 59 s (SN) Schenn (Maroon, Colton) — 52 min 5 s | 1-0 2-0 3-0 4-0 5-0 6-0 7-0 8-0               |                  | Arbitrage : Francis Charron, Gord Dwyer Scott Cherrey, Kiel Murchison |
| Vassilevski      | Gardiens | Varlamov (15 min 27 s) Sorokine (44 min 33 s) |                  | Arbitrage : Francis Charron, Gord Dwyer Scott Cherrey, Kiel Murchison |
| 28 min           | Pénalités | 57 min                                        |                  | Arbitrage : Francis Charron, Gord Dwyer Scott Cherrey, Kiel Murchison |
| 42               | Tirs | 21                                            |                  | Arbitrage : Francis Charron, Gord Dwyer Scott Cherrey, Kiel Murchison |

| 23 juin | New York | 3-2 (pr) (0-1, 1-1, 1-0, 1-0) | Tampa Bay | Nassau Coliseum 12 978 spectateurs |

| Feuille de match | Feuille de match                                                                                       | Feuille de match    | Feuille de match                                                  | Feuille de match                                              |
| ---------------- | --- | ------------------- | ----------------------------------------------------------------- | ------------------------------------------------------------- |
|                  | Eberle (Barzal, Greene) — 34 min 22 s Mayfield (Barzal, Pelech) — 51 min 16 s Beauvillier — 61 min 8 s | 0-1 0-2 1-2 2-2 3-2 | Point (Cirelli) — 16 min 2 s Cirelli (Palát, Point) — 32 min 36 s | Arbitrage : Chris Lee, Gord Dwyer Bryan Pancich, Andrew Smith |
| Varlamov         | Gardiens                                                                                               | Vassilevski         |                                                                   | Arbitrage : Chris Lee, Gord Dwyer Bryan Pancich, Andrew Smith |
| 6 min            | Pénalités                                                                                              | 8 min               |                                                                   | Arbitrage : Chris Lee, Gord Dwyer Bryan Pancich, Andrew Smith |
| 28               | Tirs                                                                                                   | 24                  |                                                                   | Arbitrage : Chris Lee, Gord Dwyer Bryan Pancich, Andrew Smith |

| 25 juin | Tampa Bay | 1-0 (0-0, 1-0, 0-0) | New York | Amalie Arena 14 805 spectateurs |

| Feuille de match | Feuille de match                             | Feuille de match | Feuille de match | Feuille de match                                                      |
| ---------------- | -------------------------------------------- | ---------------- | ---------------- | --------------------------------------------------------------------- |
|                  | Gourde (Cirelli, Killorn) — 21 min 49 s (IN) | 1-0              |                  | Arbitrage : Francis Charron, Gord Dwyer Michel Cormier, Scott Cherrey |
| Vassilevski      | Gardiens                                     | Varlamov         |                  | Arbitrage : Francis Charron, Gord Dwyer Michel Cormier, Scott Cherrey |
| 2 min            | Pénalités                                    | 0 min            |                  | Arbitrage : Francis Charron, Gord Dwyer Michel Cormier, Scott Cherrey |
| 31               | Tirs                                         | 18               |                  | Arbitrage : Francis Charron, Gord Dwyer Michel Cormier, Scott Cherrey |

### Finale de la Coupe Stanley
| 28 juin | Tampa Bay | 5-1 (1-0, 1-1, 3-0) | Montréal | Amalie Arena 15 911 spectateurs |

| Feuille de match | Feuille de match | Feuille de match        | Feuille de match                          | Feuille de match                                                         |
| ---------------- | --- | ----------------------- | ----------------------------------------- | ------------------------------------------------------------------------ |
|                  | Černák (Palát, Point) — 6 min 19 s Gourde (Coleman, Goodrow) — 25 min 47 s Koutcherov (Sergatchiov) — 42 min Koutcherov (Point) — 51 min 25 s Stamkos (Koutcherov, Point) — 58 min 50 s (SN) | 1-0 2-0 2-1 3-1 4-1 5-1 | Chiarot (Kotkaniemi, Weber) — 37 min 40 s | Arbitrage : Dan O'Rourke, Francis Charron Michel Cormier, Kiel Murchison |
| Vassilevski      | Gardiens | Price                   |                                           | Arbitrage : Dan O'Rourke, Francis Charron Michel Cormier, Kiel Murchison |
| 6 min            | Pénalités | 8 min                   |                                           | Arbitrage : Dan O'Rourke, Francis Charron Michel Cormier, Kiel Murchison |
| 27               | Tirs | 19                      |                                           | Arbitrage : Dan O'Rourke, Francis Charron Michel Cormier, Kiel Murchison |

| 30 juin | Tampa Bay | 3-1 (0-0, 2-1, 1-0) | Montréal | Amalie Arena 17 166 spectateurs |

| Feuille de match | Feuille de match                                                                                     | Feuille de match | Feuille de match          | Feuille de match                                                         |
| ---------------- | --- | ---------------- | ------------------------- | ------------------------------------------------------------------------ |
|                  | Cirelli (Johnson, Rutta) — 26 min 40 s Coleman (Goodrow, McDonagh) — 39 min 58 s Palát — 55 min 42 s | 1-0 1-1 2-1 3-1  | Suzuki — 30 min 36 s (SN) | Arbitrage : Kelly Sutherland, Eric Furlatt Jonny Murray, David Brisebois |
| Vassilevski      | Gardiens                                                                                             | Price            |                           | Arbitrage : Kelly Sutherland, Eric Furlatt Jonny Murray, David Brisebois |
| 20 min           | Pénalités                                                                                            | 20 min           |                           | Arbitrage : Kelly Sutherland, Eric Furlatt Jonny Murray, David Brisebois |
| 23               | Tirs                                                                                                 | 43               |                           | Arbitrage : Kelly Sutherland, Eric Furlatt Jonny Murray, David Brisebois |

| 2 juillet | Montréal | 3-6 (1-2, 1-2, 1-2) | Tampa Bay | Centre Bell 3 500 spectateurs |

| Feuille de match | Feuille de match                                                                                             | Feuille de match                    | Feuille de match | Feuille de match                                                      |
| ---------------- | --- | ----------------------------------- | --- | --------------------------------------------------------------------- |
|                  | Danault (Weber) — 11 min 16 s Suzuki (Petry, Caufield) — 38 min 4 s Perry (Gallagher, Chiarot) — 55 min 58 s | 0-1 0-2 1-2 1-3 1-4 2-4 2-5 3-5 3-6 | Rutta (Palát, Hedman) — 1 min 52 s Hedman (Koutcherov, Cirelli) — 3 min 27 s (SN) Koutcherov (Palát, Černák) — 21 min 40 s Johnson (Joseph, Savard) — 23 min 33 s Johnson — 55 min 19 s Coleman (Goodrow) — 56 min 48 s (CV) | Arbitrage : Gord Dwyer, Francis Charron Scott Cherrey, Kiel Murchison |
| Price            | Gardiens | Vassilevski                         | | Arbitrage : Gord Dwyer, Francis Charron Scott Cherrey, Kiel Murchison |
| 2 min            | Pénalités | 2 min                               | | Arbitrage : Gord Dwyer, Francis Charron Scott Cherrey, Kiel Murchison |
| 35               | Tirs | 30                                  | | Arbitrage : Gord Dwyer, Francis Charron Scott Cherrey, Kiel Murchison |

| 5 juillet | Montréal | 3-2 (pr) (1-0, 0-1, 1-1, 1-0) | Tampa Bay | Centre Bell 3 500 spectateurs |

| Feuille de match | Feuille de match                                                                                          | Feuille de match    | Feuille de match                                                                 | Feuille de match                                                         |
| ---------------- | --- | ------------------- | -------------------------------------------------------------------------------- | ------------------------------------------------------------------------ |
|                  | Anderson (Suzuki, Caufield) — 15 min 39 s Romanov (Evans) — 48 min 48 s Anderson (Caufield) — 63 min 57 s | 1-0 1-1 2-1 2-2 3-2 | Goodrow (McDonagh, Coleman) — 37 min 20 s Maroon (Joseph, Johnson) — 53 min 48 s | Arbitrage : Eric Furlatt, Kelly Sutherland David Brisebois, Jonny Murray |
| Price            | Gardiens                                                                                                  | Vassilevski         |                                                                                  | Arbitrage : Eric Furlatt, Kelly Sutherland David Brisebois, Jonny Murray |
| 20 min           | Pénalités                                                                                                 | 12 min              |                                                                                  | Arbitrage : Eric Furlatt, Kelly Sutherland David Brisebois, Jonny Murray |
| 21               | Tirs | 34                  |                                                                                  | Arbitrage : Eric Furlatt, Kelly Sutherland David Brisebois, Jonny Murray |

| 7 juillet | Tampa Bay | 1-0 (0-0, 1-0, 0-0) | Montréal | Amalie Arena 18 110 spectateurs |

| Feuille de match | Feuille de match                        | Feuille de match | Feuille de match | Feuille de match                                                         |
| ---------------- | --------------------------------------- | ---------------- | ---------------- | ------------------------------------------------------------------------ |
|                  | Colton (Savard, McDonagh) — 33 min 27 s | 1-0              |                  | Arbitrage : Dan O'Rourke, Kelly Sutherland Scott Cherrey, Michel Cormier |
| Vassilevski      | Gardiens                                | Price            |                  | Arbitrage : Dan O'Rourke, Kelly Sutherland Scott Cherrey, Michel Cormier |
| 8 min            | Pénalités                               | 8 min            |                  | Arbitrage : Dan O'Rourke, Kelly Sutherland Scott Cherrey, Michel Cormier |
| 30               | Tirs                                    | 22               |                  | Arbitrage : Dan O'Rourke, Kelly Sutherland Scott Cherrey, Michel Cormier |

## Effectif champion
La liste ci-dessous présente l'ensemble des personnalités ayant le droit de faire partie de l'effectif officiel champion de la Coupe Stanley. Pour être listés parmi les vainqueurs de la coupe et avoir leur nom gravé sur celle-ci, les joueurs doivent avoir participé, avec l'équipe gagnante, au minimum à 41 des rencontres de la saison régulière ou une rencontre de la finale des séries éliminatoires. En plus des joueurs, des membres de la franchise ont également leur nom sur la Coupe. Au total, 52 membres de l'équipe ont leur nom gravé sur la Coupe Stanley.
- Joueurs : Steven Stamkos, Erik Černák, Anthony Cirelli, Blake Coleman, Ross Colton, Callan Foote, Barclay Goodrow, Yanni Gourde, Victor Hedman, Tyler Johnson, Mathieu Joseph, Alexander Killorn, Nikita Koutcherov, Patrick Maroon, Ryan McDonagh, Curtis McElhinney, Ondřej Palát, Brayden Point, Jan Rutta, David Savard, Luke Schenn, Mikhaïl Sergatchiov, Andreï Vassilevski.
- Membres de l'organisation : Jeffrey Vinik, Penny Vinik, Steve Griggs, Julien BriseBois, Al Murray, Jamie Pushor, Stacy Roest, Mathieu Darche, Jon Cooper, Jeff Halpern, Derek Lalonde, Rob Zettler, Frantz Jean, Brian Garlock, Nigel Kirwan, Ryan Hamilton, Jean-Philippe Côté, Mark Lambert, Tom Mulligan, Michael Poirier, Ray Thill, Rob Kennedy, Jason Berger, Christian Rivas, Brandon Rodgers, Ryan Belec, Liz Sylvia Kokoharsky, Michael Peterson, Ben Morgan.

## Statistiques

### Meilleurs pointeurs
| Joueur            | Équipe    | PJ | B  | A  | Pts | +/- | Pun |
| ----------------- | --------- | -- | -- | -- | --- | --- | --- |
| Nikita Koutcherov | Tampa Bay | 23 | 8  | 24 | 32  | +6  | 14  |
| Brayden Point     | Tampa Bay | 23 | 14 | 9  | 23  | +7  | 8   |
| Steven Stamkos    | Tampa Bay | 23 | 8  | 10 | 18  | 0   | 4   |
| Victor Hedman     | Tampa Bay | 23 | 2  | 16 | 18  | +1  | 8   |
| Alexander Killorn | Tampa Bay | 19 | 8  | 9  | 17  | -1  | 6   |
| Nicholas Suzuki   | Montréal  | 22 | 7  | 9  | 16  | -6  | 2   |
| William Karlsson  | Vegas     | 19 | 4  | 12 | 16  | +10 | 2   |
| Nathan MacKinnon  | Colorado  | 10 | 8  | 7  | 15  | +6  | 2   |
| David Pastrňák    | Boston    | 11 | 7  | 8  | 15  | +3  | 8   |
| Mathew Barzal     | New York  | 19 | 6  | 8  | 14  | 0   | 19  |

### Meilleurs gardiens
| Joueur             | Équipe    | PJ | V  | D | BC | %Arr | Moy  | BL | Min      |
| ------------------ | --------- | -- | -- | - | -- | ---- | ---- | -- | -------- |
| Andreï Vassilevski | Tampa Bay | 23 | 16 | 7 | 44 | 93,7 | 1,9  | 5  | 1389 min |
| Carey Price        | Montréal  | 22 | 13 | 9 | 51 | 92,4 | 2,28 | 1  | 1341 min |
| Marc-André Fleury  | Vegas     | 16 | 9  | 7 | 33 | 91,8 | 2,04 | 1  | 972 min  |
| Semion Varlamov    | New York  | 14 | 7  | 7 | 34 | 92,2 | 2,56 | 0  | 797 min  |
| Tuukka Rask        | Boston    | 11 | 6  | 4 | 27 | 91,9 | 2,36 | 0  | 687 min  |

### Feuilles de match
Les feuilles de match sont issues du site officiel en français de la Ligue nationale de hockey : http://www.nhl.com

#### 1ertour
1. ↑  Caroline-Nashville - 17/05/2021
2. ↑  Caroline-Nashville - 19/05/2021
3. ↑  Nashville-Caroline - 21/05/2021
4. ↑  Nashville-Caroline - 23/05/2021
5. ↑  Caroline-Nashville - 25/05/2021
6. ↑  Nashville-Caroline - 27/05/2021
7. ↑  Floride-Tampa Bay - 16/05/2021
8. ↑  Floride-Tampa Bay - 18/05/2021
9. ↑  Tampa Bay-Floride - 20/05/2021
10. ↑  Tampa Bay-Floride - 22/05/2021
11. ↑  Floride-Tampa Bay - 24/05/2021
12. ↑  Tampa Bay-Floride - 26/05/2021
13. ↑  Pittsburgh-New York - 16/05/2021
14. ↑  Pittsburgh-New York - 18/05/2021
15. ↑  New York-Pittsburgh - 20/05/2021
16. ↑  New York-Pittsburgh - 22/05/2021
17. ↑  Pittsburgh-New York - 24/05/2021
18. ↑  New York-Pittsburgh - 26/05/2021
19. ↑  Washington-Boston - 15/05/2021
20. ↑  Washington-Boston - 17/05/2021
21. ↑  Boston-Washington - 19/05/2021
22. ↑  Boston-Washington - 21/05/2021
23. ↑  Washington-Boston - 19/05/2021
24. ↑  Toronto-Montréal - 20/05/2021
25. ↑  Toronto-Montréal - 22/05/2021
26. ↑  Montréal-Toronto - 24/05/2021
27. ↑  Montréal-Toronto - 25/05/2021
28. ↑  Toronto-Montréal - 27/05/2021
29. ↑  Montréal-Toronto - 29/05/2021
30. ↑  Toronto-Montréal - 31/05/2021
31. ↑  Edmonton-Winnipeg - 19/05/2021
32. ↑  Edmonton-Winnipeg - 21/05/2021
33. ↑  Winnipeg-Edmonton - 23/05/2021
34. ↑  Winnipeg-Edmonton - 24/05/2021
35. ↑  Colorado-Saint-Louis - 17/05/2021
36. ↑  Colorado-Saint-Louis - 19/05/2021
37. ↑  Saint-Louis-Colorado - 21/05/2021
38. ↑  Saint-Louis-Colorado - 23/05/2021
39. ↑  Las Vegas-Minnesota - 16/05/2021
40. ↑  Las Vegas-Minnesota - 18/05/2021
41. ↑  Minnesota-Las Vegas - 20/05/2021
42. ↑  Minnesota-Las Vegas - 22/05/2021
43. ↑  Las Vegas-Minnesota - 24/05/2021
44. ↑  Minnesota-Las Vegas - 26/05/2021
45. ↑  Las Vegas-Minnesota - 28/05/2021

#### 2etour
1. ↑  Caroline-Tampa Bay - 30/05/2021
2. ↑  Caroline-Tampa Bay - 01/06/2021
3. ↑  Tampa Bay-Caroline - 03/06/2021
4. ↑  Tampa Bay-Caroline - 05/06/2021
5. ↑  Caroline-Tampa Bay - 08/06/2021
6. ↑  Boston-New York - 29/05/2021
7. ↑  Boston-New York - 31/05/2021
8. ↑  New York-Boston - 03/06/2021
9. ↑  New York-Boston - 05/06/2021
10. ↑  Boston-New York - 07/06/2021
11. ↑  New York-Boston - 09/06/2021
12. ↑  Winnipeg-Montréal - 02/06/2021
13. ↑  Winnipeg-Montréal - 04/06/2021
14. ↑  Montréal-Winnipeg - 06/06/2021
15. ↑  Montréal-Winnipeg - 07/06/2021
16. ↑  Colorado-Las Vegas - 30/05/2021
17. ↑  Colorado-Las Vegas - 02/06/2021
18. ↑  Las Vegas-Colorado - 04/06/2021
19. ↑  Las Vegas-Colorado - 06/06/2021
20. ↑  Colorado-Las Vegas - 08/06/2021
21. ↑  Las Vegas-Colorado - 10/06/2021

#### Demi-finales
1. ↑  Las Vegas-Montréal - 14/06/2021
2. ↑  Las Vegas-Montréal - 16/06/2021
3. ↑  Montréal-Las Vegas - 18/06/2021
4. ↑  Montréal-Las Vegas - 20/06/2021
5. ↑  Las Vegas-Montréal - 22/06/2021
6. ↑  Montréal-Las Vegas - 24/06/2021
7. ↑  Tampa Bay-New York - 13/06/2021
8. ↑  Tampa Bay-New York - 15/06/2021
9. ↑  New York-Tampa Bay - 17/06/2021
10. ↑  New York-Tampa Bay - 19/06/2021
11. ↑  Tampa Bay-New York - 21/06/2021
12. ↑  New York-Tampa Bay - 23/06/2021
13. ↑  Tampa Bay-New York - 25/06/2021

#### Finale
1. ↑  Tampa Bay-Montréal - 28/06/2021
2. ↑  Tampa Bay-Montréal - 30/06/2021
3. ↑  Montréal-Tampa Bay - 02/07/2021
4. ↑  Montréal-Tampa Bay - 05/07/2021
5. ↑  Tampa Bay-Montréal - 07/07/2021